# Popis vrsta roda Carex
Popis vrsta roda Carex
Rod Carex, šaš, jedan je od najvećih rodova cvjetnica, koji sadrži preko 2000 vrsta, prema Kraljevskim botaničkim vrtovima u Kewu (2082). U svibnju 2015., Global Carex Group zalagala se za širi opseg Carexa, koji je dodao sve vrste koje su ranije bile klasificirane u Cymophyllus (1 vrsta), Kobresia (oko 60 vrsta), Schoenoxiphium (oko 15 vrsta) i Uncinia (oko 60 vrsta). . Od svibnja 2024. sve trenutno priznate vrste (uključujući hibridne vrste) u rodu Carex iznosi 2056, plus 248 hibrida, a navedene su u nastavku:
1. Carex × abitibiana Lepage
2. Carex aboriginum M.E.Jones
3. Carex × abortiva Holmb.
4. Carex abrupta Mack.
5. Carex abscondita Mack.
6. Carex acaulis d'Urv.
7. Carex accrescens Ohwi
8. Carex acicularis Boott
9. Carex acidicola Naczi
10. Carex acocksii C.Archer
11. Carex acuta L.; nježni šaš
12. Carex acutata Boott
13. Carex acutiformis Ehrh., močvarni šaš
14. Carex adelostoma V.I.Krecz.
15. Carex adrienii E.G.Camus
16. Carex × adulterina Chenevard
17. Carex adusta Boott
18. Carex aematorhyncha Desv.
19. Carex aequialta Kük.
20. Carex × aestivaliformis Mack.
21. Carex aestivalis M.A.Curtis ex A.Gray
22. Carex aethiopica Schkuhr
23. Carex agastachys L.f.
24. Carex agglomerata C.B.Clarke
25. Carex aggregata Mack.
26. Carex × akitaensis Fujiw.
27. Carex × akiyamana Ohwi
28. Carex alajica Litv.
29. Carex alascana Boeckeler
30. Carex alata Torr.
31. Carex alatauensis S.R.Zhang
32. Carex alba Scop., bijeli šaš
33. Carex albert-smithii T.Koyama
34. Carex × alberti H.Lév.
35. Carex albicans Willd. ex Spreng.
36. Carex albolutescens Schwein.
37. Carex albonigra Mack.
38. Carex alboviridis C.B.Clarke
39. Carex albula Allan
40. Carex albursina E.Sheld.
41. Carex algida Turcz. ex V.I.Krecz.
42. Carex allanii Hamlin
43. Carex alligata Boott
44. Carex alliiformis C.B.Clarke
45. Carex allivescens V.I.Krecz.
46. Carex × allolepis Rchb.
47. Carex × alluvialis Figert
48. Carex alma L.H.Bailey
49. Carex × almii Holmb.
50. Carex alopecoidea Tuck.
51. Carex alopecuroides D.Don
52. Carex × alsatica Zahn
53. Carex alsophila F.Muell.
54. Carex alta Boott
55. Carex altaica (Gorodkov) V.I.Krecz.
56. Carex amgunensis F.Schmidt
57. Carex amicta Boott
58. Carex amphibola Steud.
59. Carex amplectens Mack.
60. Carex amplifolia Boott
61. Carex andersonii Boott
62. Carex andina Phil.
63. Carex andringitrensis Cherm.
64. Carex angolensis Nelmes
65. Carex angustata Boott
66. Carex angustispica Reznicek & S.González
67. Carex angustisquama Franch.
68. Carex angustiutricula F.T.Wang & Tang ex L.K.Dai
69. Carex × aniaiensis Fujiw. & Y.Matsuda
70. Carex anisoneura V.I.Krecz.
71. Carex anisostachys Liebm.
72. Carex annectens (E.P.Bicknell) E.P.Bicknell
73. Carex anomoea Hand.-Mazz.
74. Carex anthoxanthea J.Presl & C.Presl
75. Carex antoniensis A.Chev.
76. Carex aperta Boott
77. Carex aphanolepis Franch. & Sav.
78. Carex aphylla Kunth
79. Carex aphyllopus Kük.
80. Carex apiahyensis Palla
81. Carex apoiensis Akiyama
82. Carex appalachica J.M.Webber & P.W.Ball
83. Carex appendiculata (Trautv. & C.A.Mey.) Kük.
84. Carex appressa R.Br.
85. Carex appropinquata Schumach., crvenosmeđi šaš
86. Carex aquatilis Wahlenb.
87. Carex × arakanei T.Koyama
88. Carex arapahoensis Clokey
89. Carex arcatica Meinsh.
90. Carex archeri Boott
91. Carex arcta Boott
92. Carex arctata Boott
93. Carex arctiformis Mack.
94. Carex arctogena Harry Sm.
95. Carex × arctophila F.Nyl.
96. Carex arenaria L., pješčani šaš
97. Carex arenicola F.Schmidt
98. Carex argentina Barros
99. Carex argunensis Turcz. ex Trevir.
100. Carex argyi H.Lév. & Vaniot
101. Carex argyrantha Tuck. ex Boott
102. Carex argyrolepis Maxim. ex Franch. & Sav.
103. Carex aridula V.I.Krecz.
104. Carex arisanensis Hayata
105. Carex aristatisquamata Tang & F.T.Wang ex L.K.Dai
106. Carex aristulifera P.C.Li
107. Carex arkansana (L.H.Bailey) L.H.Bailey
108. Carex arnellii Christ ex Scheutz
109. Carex arnottiana Nees ex Drejer
110. Carex arsenei Kük.
111. Carex × arthuriana C.L.Beckm. & Figert
112. Carex × aschersonii H.Lév.
113. Carex ascotreta C.B.Clarke ex Franch.
114. Carex aspericaulis (G.A.Wheeler) J.R.Starr
115. Carex asperifructus Kük.
116. Carex asraoi D.M.Verma
117. Carex assiniboinensis W.Boott
118. Carex astricta K.A.Ford
119. Carex asturica Boiss.
120. Carex asynchrona Naczi
121. Carex aterrima Hoppe
122. Carex atherodes Spreng.
123. Carex athrostachya Olney
124. Carex atlantica L.H.Bailey
125. Carex atlasica (H.Lindb.) Tattou
126. Carex atractodes F.J.Herm.
127. Carex atrata L., potamnjeli šaš
128. Carex atratiformis Britton
129. Carex atrivaginata Nelmes
130. Carex atrofusca Schkuhr
131. Carex atrofuscoides K.T.Fu
132. Carex atropicta Steud.
133. Carex atrosquama Mack.
134. Carex atroviridis Ohwi
135. Carex auceps (de Lange & Heenan) K.A.Ford
136. Carex aucklandica (Hamlin) K.A.Ford
137. Carex augustinowiczii Meinsh.
138. Carex aurea Nutt.
139. Carex aureolensis Steud.
140. Carex auriculata Franch.
141. Carex × auroniensis L.C.Lamb.
142. Carex austrina Mack.
143. Carex austro-occidentalis F.T.Wang & Tang ex Y.C.Tang
144. Carex austroalpina Bech.
145. Carex austroamericana G.A.Wheeler
146. Carex austrocaroliniana L.H.Bailey
147. Carex austrocompacta K.L.Wilson
148. Carex austrodeflexa P.D.McMillan, Sorrie & van Eerden
149. Carex austroflaccida K.L.Wilson
150. Carex austrojacutensis Schekhovts.
151. Carex austrolucorum (Rettig) D.B.Poind. & Naczi
152. Carex austromexicana Reznicek
153. Carex austrosinensis Tang & F.T.Wang ex S.Y.Liang
154. Carex austrosulcata K.L.Wilson
155. Carex austrotenella K.L.Wilson
156. Carex austrozhejiangensis C.Z.Zheng & X.F.Jin
157. Carex autumnalis Ohwi
158. Carex ayako-maedae T.Koyama
159. Carex aztecica Mack.
160. Carex baccans Nees
161. Carex backii Boott
162. Carex badilloi Luceño & Márq.-Corro
163. Carex baileyi Britton
164. Carex baimaensis S.W.Su
165. Carex baiposhanensis P.C.Li
166. Carex × bakkeriana D.T.E.Ploeg & Rudolphy
167. Carex balansae Franch.
168. Carex baldensis L.
169. Carex balfourii Kük.
170. Carex ballsii Nelmes
171. Carex baltzellii Chapm.
172. Carex bamaensis X.F.Jin & W.Jie Chen
173. Carex bambusetorum Merr.
174. Carex banksiana K.A.Ford
175. Carex banksii Boott
176. Carex baohuashanica Tang & F.T.Wang ex L.K.Dai
177. Carex barbarae Dewey
178. Carex barbata Boott
179. Carex barbayaki Jim.Mejías & Roalson
180. Carex baronii Baker
181. Carex barrattii Torr. ex Schwein.
182. Carex basiantha Steud.
183. Carex basiflora C.B.Clarke
184. Carex basutorum (Turrill) Luceño & Martín-Bravo
185. Carex bathiei H.Lév.
186. Carex bavicola Raymond
187. Carex bebbii (L.H.Bailey) Olney ex Fernald
188. Carex beckii G.A.Wheeler
189. Carex × beckmanniana Figert
190. Carex × beckmannii Keck
191. Carex bella L.H.Bailey
192. Carex × bengyana H.Lév. & L.C.Lamb.
193. Carex benkei Tak.Shimizu
194. Carex bequaertii De Wild.
195. Carex berggrenii Petrie
196. Carex bermudiana Hemsl.
197. Carex berteroniana Steud.
198. Carex bhutanensis S.R.Zhang
199. Carex bichenoviana Boott
200. Carex bicknellii Britton & A.Br.
201. Carex bicolor Bellardi ex All.
202. Carex biegensis Cherm.
203. Carex bigelowii Torr. ex Schwein.
204. Carex × biharica Simonk.
205. Carex bijiangensis S.Yun Liang & S.R.Zhang
206. Carex bilateralis Hayata
207. Carex biltmoreana Mack.
208. Carex × binderi Podp.
209. Carex binervis Sm.
210. Carex bistaminata (W.Z.Di & M.J.Zhong) S.R.Zhang
211. Carex bitchuensis T.Hoshino & H.Ikeda
212. Carex blakei Nelmes
213. Carex blanda Dewey
214. Carex blepharicarpa Franch.
215. Carex blinii H.Lév. & Vaniot
216. Carex bodinieri Franch.
217. Carex boecheriana Á.Löve, D.Löve & Raymond
218. Carex boelckeiana Barros
219. Carex × boenninghausiana Weihe
220. Carex × bogstadensis Kük.
221. Carex bohemica Schreb.,  češki šaš
222. Carex bolanderi Olney
223. Carex × bolina O.Lang
224. Carex boliviensis Van Heurck & Müll.Arg.
225. Carex bonanzensis Britton
226. Carex bonariensis Desf. ex Poir.
227. Carex bonatiana (Kük.) N.A.Ivanova
228. Carex bonplandii Kunth
229. Carex borbonica Lam.
230. Carex borealihinganica Y.L.Chang & Y.L.Yang
231. Carex borealipolaris S.R.Zhang
232. Carex borii Nelmes
233. Carex boryana Schkuhr
234. Carex × bosoensis Yashiro
235. Carex bostrychostigma Maxim.
236. Carex brachyanthera Ohwi
237. Carex brachycalama Griseb.
238. Carex brachystachys Schrank, tanki šaš
239. Carex bracteosa (Rchb.) Kunze ex Kunth
240. Carex bradei Gross
241. Carex brainerdii Mack.
242. Carex brandisii (C.B.Clarke ex Jana & R.C.Srivast.) O.Yano
243. Carex brasiliensis A.St.-Hil.
244. Carex brassii Nelmes
245. Carex brehmeri Boeckeler
246. Carex breviaristata K.T.Fu
247. Carex brevicaulis Thouars
248. Carex brevicollis DC.
249. Carex breviculmis R.Br.
250. Carex brevicuspis C.B.Clarke
251. Carex brevior (Dewey) Mack. ex Lunell
252. Carex breviprophylla O.Yano
253. Carex breviscapa C.B.Clarke
254. Carex breweri Boott
255. Carex brizoides L., blijedožućkasti šaš (drhtavi šaš)
256. Carex bromoides Willd.
257. Carex brongniartii Kunth
258. Carex brownii Tuck.
259. Carex brunnea Thunb.
260. Carex brunnescens (Pers.) Poir.
261. Carex brunnipes Reznicek
262. Carex brysonii Naczi
263. Carex buchananii Berggr.
264. Carex bucharica Kük.
265. Carex buekii Wimm., buekov šaš
266. Carex bulbostylis Mack.
267. Carex bullata Willd.
268. Carex burangensis (Y.C.Yang) S.R.Zhang
269. Carex burchelliana Boeckeler
270. Carex burkei (C.B.Clarke) Luceño & Martín-Bravo
271. Carex burttii Noltie
272. Carex bushii Mack.
273. Carex buxbaumii Wahlenb.
274. Carex caduca Boott
275. Carex caeligena Reznicek
276. Carex × caesariensis Mack.
277. Carex caespititia Nees
278. Carex calcicola Tang & F.T.Wang
279. Carex calcifugens Naczi
280. Carex calcis K.A.Ford
281. Carex californica L.H.Bailey
282. Carex callista Nelmes
283. Carex callitrichos V.I.Krecz.
284. Carex cambodiensis Nelmes
285. Carex camposii Boiss. & Reut.
286. Carex camptoglochin V.I.Krecz.
287. Carex canariensis Kük.
288. Carex × candrianii Kneuck.
289. Carex canescens L.
290. Carex canina Dunn
291. Carex capensis Thunb.
292. Carex capillacea Boott
293. Carex capillaris L., tanan šaš
294. Carex capilliculmis S.R.Zhang
295. Carex capillifolia (Decne.) S.R.Zhang
296. Carex capilliformis Franch.
297. Carex capitata Sol.
298. Carex capitellata Boiss. & Balansa
299. Carex capricornis Meinsh. ex Maxim.
300. Carex cardiolepis Nees
301. Carex careyana Torr. ex Dewey
302. Carex × cariei Aubin
303. Carex caroliniana Schwein.
304. Carex carsei Petrie
305. Carex caryophyllea Latourr., proljetni šaš
306. Carex castanea Wahlenb.
307. Carex castanostachya K.Schum. ex Kük.
308. Carex castroviejoi Luceño & Jim.Mejías
309. Carex catamarcensis C.B.Clarke ex Kük.
310. Carex cataphyllodes Nelmes
311. Carex cataractae R.Br.
312. Carex catharinensis Boeckeler
313. Carex caucasica Steven
314. Carex caudata (Kük.) Pereda & Laínz
315. Carex caudispicata F.T.Wang & Tang ex P.C.Li
316. Carex caxinensis F.J.Herm.
317. Carex × cayouettei A.Bergeron
318. Carex celebica Kük.
319. Carex × cenantha A.E.Kozhevn.
320. Carex cephaloidea (Dewey) Dewey ex Boott
321. Carex cephalophora Muhl. ex Willd.
322. Carex cephalotes F.Muell.
323. Carex cercidascus C.B.Clarke
324. Carex cercostachys Franch.
325. Carex cespitosa L., busenasti šaš
326. Carex × cetica Rech.
327. Carex ceylanica Boeckeler
328. Carex chaffanjonii E.G.Camus
329. Carex chalciolepis Holm
330. Carex chapmanii Steud.
331. Carex chathamica Petrie
332. Carex cheesemanniana (Boeckeler) K.A.Ford
333. Carex cheniana Tang & F.T.Wang ex S.Y.Liang
334. Carex chermezonii Luceño & Martín-Bravo
335. Carex cherokeensis Schwein.
336. Carex chiapensis F.J.Herm.
337. Carex chichijimensis Katsuy.
338. Carex chihuahuensis Mack.
339. Carex chikungana L.H.Bailey
340. Carex chillanensis Phil.
341. Carex chinensis Retz.
342. Carex chinganensis Litv.
343. Carex chinoi Ohwi ex T.Koyama
344. Carex chiovendae Pamp.
345. Carex chiwuana F.T.Wang & Tang ex P.C.Li
346. Carex chlorantha R.Br.
347. Carex chlorocephalula F.T.Wang & Tang ex P.C.Li
348. Carex chlorosaccus C.B.Clarke
349. Carex chlorostachys Steven
350. Carex chordorrhiza L.f.
351. Carex chosenica Ohwi
352. Carex chrysolepis Franch. & Sav.
353. Carex chuii Nelmes
354. Carex chungii Z.P.Wang
355. Carex cilicica Boiss.
356. Carex cinerascens Kük.
357. Carex circinata C.A.Mey.
358. Carex cirrhosa Berggr.
359. Carex cirrhulosa Nees
360. Carex × clausa Holmb.
361. Carex clavata Thunb.
362. Carex clavispica S.R.Zhang
363. Carex clivorum Ohwi
364. Carex cochinchinensis Raymond
365. Carex cochranei Reznicek
366. Carex cockayneana Kük.
367. Carex cognata Kunth
368. Carex colchica J.Gay
369. Carex colensoi Boott
370. Carex collimitanea V.I.Krecz.
371. Carex collinsii Nutt.
372. Carex collumanthus (Steyerm.) L.E.Mora
373. Carex comans Berggr.
374. Carex commixta Steud.
375. Carex communis L.H.Bailey
376. Carex comosa Boott
377. Carex complanata Torr. & Hook.
378. Carex composita Boott
379. Carex concava H.B.Yang, Xiao X.Li & G.D.Liu
380. Carex concinna R.Br.
381. Carex concinnoides Mack.
382. Carex condensata Nees
383. Carex conferta Hochst. ex A.Rich.
384. Carex confusa Hamlin
385. Carex congdonii L.H.Bailey
386. Carex congestiflora Reznicek & S.González
387. Carex conica Boott
388. Carex coninux (F.T.Wang & Tang) S.R.Zhang
389. Carex conjuncta Boott
390. Carex × connectens Holmb.
391. Carex conoidea Willd.
392. Carex consanguinea Kunth
393. Carex conspecta Mack.
394. Carex conspissata V.I.Krecz.
395. Carex constanceana Stacey
396. Carex continua C.B.Clarke
397. Carex contracta F.Muell.
398. Carex cordillerana Saarela & B.A.Ford
399. Carex cordouei H.Lév.
400. Carex coriacea Hamlin
401. Carex coriogyne Nelmes
402. Carex coriophora Fisch. & C.A.Mey. ex Kunth
403. Carex corrugata Fernald
404. Carex × corstorphinei Druce
405. Carex cortesii Liebm.
406. Carex corynoidea K.A.Ford
407. Carex × costei Rouy
408. Carex coulteri Boott ex Hemsl.
409. Carex courtallensis Nees ex Boott
410. Carex coxiana Petrie
411. Carex cranaocarpa Nelmes
412. Carex craspedotricha Nelmes
413. Carex crassibasis H.Lév. & Vaniot
414. Carex crassiflora Kük.
415. Carex crawei Dewey ex Torr.
416. Carex crawfordii Fernald
417. Carex crebra V.I.Krecz.
418. Carex crebriflora Wiegand
419. Carex cremnicola K.A.Ford
420. Carex cremostachys Franch.
421. Carex × crepinii Torges
422. Carex cretica Gradst. & J.Kern
423. Carex crinalis Boott
424. Carex crinita Lam.
425. Carex × crinitoides Lepage
426. Carex crispa K.A.Ford
427. Carex cristatella Britton
428. Carex cruciata Wahlenb.
429. Carex cruenta Nees
430. Carex crus-corvi Shuttlew. ex Kunze
431. Carex × cryptochlaena Holm
432. Carex cryptolepis Mack.
433. Carex cryptostachys Brongn.
434. Carex × csomadensis Simonk.
435. Carex cubensis Kük.
436. Carex cuchumatanensis Standl. & Steyerm.
437. Carex culmenicola Steyerm.
438. Carex cumberlandensis Naczi, Kral & Bryson
439. Carex cumulata (L.H.Bailey) Mack.
440. Carex curaica Kunth
441. Carex curatorum Stacey
442. Carex curticeps C.B.Clarke
443. Carex curvicollis Franch. & Sav.
444. Carex curviculmis Reznicek
445. Carex curvula All.
446. Carex cusickii Mack.
447. Carex cuspidosa Dunn
448. Carex cyanea K.A.Ford
449. Carex cylindrostachys Franch.
450. Carex cyprica Molina Gonz., Acedo & Llamas
451. Carex cyrtostachya Janeway & Zika
452. Carex dabieensis S.W.Su
453. Carex dacica Heuff.
454. Carex dahurica Kük.
455. Carex dailingensis Y.L.Chou
456. Carex daisenensis Nakai
457. Carex dallii Kirk
458. Carex daltonii Boott
459. Carex damiaoshanensis X.F.Jin & C.Z.Zheng
460. Carex × danielis H.Lév.
461. Carex dapanshanica X.F.Jin, Y.J.Zhao & Zi L.Chen
462. Carex darwinii Boott
463. Carex dasycarpa Muhl.
464. Carex davalliana Sm., cretni šaš
465. Carex david-smithii Reznicek
466. Carex davidii Franch.
467. Carex davisii Schwein. & Torr.
468. Carex davyi Mack.
469. Carex dawsonii (Hamlin) K.L.Wilson
470. Carex daxinensis Y.Y.Zhou & X.F.Jin
471. Carex dayuongensis Z.P.Wang
472. Carex × deamii F.J.Herm.
473. Carex deasyi (C.B.Clarke) O.Yano & S.R.Zhang
474. Carex debeauxii H.Lév. & Vaniot
475. Carex debilior (F.Muell.) K.L.Wilson
476. Carex debilis Michx.
477. Carex decidua Boott
478. Carex deciduisquama F.T.Wang & Tang ex P.C.Li
479. Carex declinata Boott
480. Carex × decolorans Wimm.
481. Carex decomposita Muhl.
482. Carex decora Boott
483. Carex decurtata Cheeseman
484. Carex deflexa Hornem.
485. Carex × deinbolliana J.Gay
486. Carex delacosta Kuntze
487. Carex delavayi Franch.
488. Carex delicata C.B.Clarke
489. Carex demissa Hornem., vješaloliki šaš
490. Carex densa (L.H.Bailey) L.H.Bailey
491. Carex densicaespitosa L.K.Dai
492. Carex densifimbriata Tang & F.T.Wang
493. Carex densipilosa C.Z.Zheng & X.F.Jin
494. Carex depauperata Curtis ex Woodw.,  trbušasti šaš
495. Carex depressa Link
496. Carex deqinensis L.K.Dai
497. Carex × derelicta Štěpánková
498. Carex × descendens Kük.
499. Carex × deserta Merino
500. Carex desponsa Boott
501. Carex devia Cheeseman
502. Carex deweyana Schwein.
503. Carex dianae Steud.
504. Carex diandra Schrank, uskolisni šaš
505. Carex diaoluoshanica H.B.Yang, G.D.Liu & Qing L.Wang
506. Carex diastena V.I.Krecz.
507. Carex dickinsii Franch. & Sav.
508. Carex dielsiana Kük.
509. Carex digitalis Willd.
510. Carex digitata L., prstasti šaš
511. Carex dikei (Nelmes) K.L.Wilson
512. Carex diluta M.Bieb.
513. Carex diminuta Boeckeler
514. Carex dimorpholepis Steud.
515. Carex dioica L., dvodomni šaš
516. Carex diplodon Nelmes
517. Carex dipsacea Berggr.
518. Carex dispalata Boott
519. Carex disperma Dewey
520. Carex dissita Sol. ex Boott
521. Carex dissitiflora Franch.
522. Carex distachya Desf., dvoklasasti šaš
523. Carex distans L., razmaknuti šaš
524. Carex distentiformis F.J.Herm.
525. Carex disticha Huds., srednji šaš
526. Carex distincta (Kukkonen) Luceño & Martín-Bravo
527. Carex distracta C.B.Clarke
528. Carex divisa Huds., razdijeljeni šaš
529. Carex divulsa Stokes, zelenkasti šaš
530. Carex doenitzii Boeckeler
531. Carex doisutepensis T.Koyama
532. Carex dolichogyne T.Koyama
533. Carex dolichophylla J.R.Starr
534. Carex dolichostachya Hayata
535. Carex dolomitica Heenan & de Lange
536. Carex doniana Spreng.
537. Carex donnell-smithii L.H.Bailey
538. Carex douglasii Boott
539. Carex drepanorhyncha Franch.
540. Carex druceana Hamlin
541. Carex drucei (Hamlin) K.A.Ford
542. Carex drukyulensis (Noltie) Jim.Mejías & Noltie
543. Carex drymophila Turcz.
544. Carex × ducellieri Beauverd
545. Carex × duereriana Kük.
546. Carex × dufftii Hausskn.
547. Carex × dumanii Lepage
548. Carex durangensis Reznicek & S.González
549. Carex durieui Steud. ex Kunze
550. Carex duriuscula C.A.Mey.
551. Carex dusenii Kük. ex Dusén
552. Carex duvaliana Franch. & Sav.
553. Carex earistata F.T.Wang & Y.L.Chang ex S.Yun Liang
554. Carex ebenea Rydb.
555. Carex eburnea Boott
556. Carex echinata Murray,  zvjezdasti šaš
557. Carex echinochloe Kunze
558. Carex echinodes (Fernald) P.Rothr., Reznicek & Hipp
559. Carex echinus Ohwi
560. Carex ecklonii Nees
561. Carex ecostata C.B.Clarke
562. Carex ecuadorensis (G.A.Wheeler & Goetgh.) J.R.Starr
563. Carex ecuadorica Kük.
564. Carex edgariae Hamlin
565. Carex edura K.A.Ford
566. Carex edwardsiana E.L.Bridges & Orzell
567. Carex egglestonii Mack.
568. Carex egmontiana (Hamlin) K.A.Ford
569. Carex egorovae Molina Gonz., Acedo & Llamas
570. Carex ekmanii Kük.
571. Carex × elanescens Cif. & Giacom.
572. Carex elata All.,  kruti šaš
573. Carex elatior Boeckeler
574. Carex eleusinoides Turcz. ex Kunth
575. Carex elgonensis Nelmes
576. Carex elingamita Hamlin
577. Carex × elisabethae J.Andres, Carbo, Llamas & M.Perez
578. Carex elliottii Schwein. & Torr.
579. Carex elongata L., produženi šaš
580. Carex eluta Nelmes
581. Carex elynoides Holm
582. Carex × elytroides Fr.
583. Carex eminens Nees
584. Carex × emmae L.Gross
585. Carex emoryi Dewey
586. Carex enanderi Hultén
587. Carex endlichii Kük.
588. Carex enervis C.A.Mey.
589. Carex engelmannii L.H.Bailey
590. Carex enneastachya C.B.Clarke
591. Carex enokii Molina Gonz., Acedo & Llamas
592. Carex enysii Petrie
593. Carex erawinensis Korotky
594. Carex erebus K.A.Ford
595. Carex ereica Tang & F.T.Wang ex L.K.Dai
596. Carex eremopyroides V.I.Krecz.
597. Carex eremostachya S.T.Blake
598. Carex ericetorum Pollich,  vrištinski šaš
599. Carex erinacea Cav.
600. Carex eriocarpa Hausskn. & Kük.
601. Carex erythrobasis H.Lév. & Vaniot
602. Carex erythrorrhiza Boeckeler
603. Carex erythrovaginata K.A.Ford
604. Carex esbirajbhandarii (Rajbh. & H.Ohba) O.Yano
605. Carex esenbeckii Kunth
606. Carex esquiroliana H.Lév.
607. Carex esquirolii H.Lév. & Vaniot
608. Carex euprepes Nelmes
609. Carex evadens S.González & Reznicek
610. Carex × evoluta Hartm.
611. Carex excelsa Poepp. ex Kunth
612. Carex exilis Dewey
613. Carex × exsalina Lepage
614. Carex exsiccata L.H.Bailey
615. Carex extensa Gooden., veliki obalni šaš
616. Carex faberiana Loes.
617. Carex fangiana X.F.Jin & Y.Y.Zhou
618. Carex fargesii Franch.
619. Carex fascicularis Sol. ex Boott
620. Carex fastigiata Franch.
621. Carex × favratii Christ
622. Carex feani F.Br.
623. Carex fecunda Steud.
624. Carex feddeana H.Pfeiff.
625. Carex fedia Nees
626. Carex × felixii L.C.Lamb.
627. Carex fenghuangshanica F.T.Wang & Tang ex P.C.Li
628. Carex × ferdinandi-sauteri Asch. & Graebn.
629. Carex fernandesiana (Nees ex Boeckeler) J.R.Starr
630. Carex fernandezensis Mack. ex G.A.Wheeler
631. Carex ferruginea Scop., hrđasti šaš
632. Carex festivelloides Reznicek
633. Carex festucacea Willd.
634. Carex feta L.H.Bailey
635. Carex × figertii Asch. & Graebn.
636. Carex filamentosa Petrie
637. Carex filicina Nees
638. Carex filifolia Nutt.
639. Carex filipedunculata S.W.Su
640. Carex filipes Franch. & Sav.
641. Carex filispica S.R.Zhang
642. Carex × filkukae Podp.
643. Carex fimbriata Schkuhr
644. Carex finitima Boott
645. Carex firma Host, oštri šaš
646. Carex firmicaulis Kalela
647. Carex × firmior (Norman) Holmb.
648. Carex firmula (Kük.) J.R.Starr
649. Carex fischeri K.Schum.
650. Carex fissa Mack.
651. Carex fissiglumis (C.B.Clarke) S.R.Zhang & O.Yano
652. Carex fissirostris Ball
653. Carex fissuricola Mack.
654. Carex flabellata H.Lév. & Vaniot
655. Carex flacca Schreb.
656. Carex flaccosperma Dewey
657. Carex flagellifera Colenso
658. Carex flava L., žuti šaš
659. Carex × flavicans (F.Nyl.) F.Nyl.
660. Carex flaviformis Nelmes
661. Carex flavocuspis Franch. & Sav.
662. Carex flexirostris Reznicek
663. Carex floridana Schwein.
664. Carex fluviatilis Boott
665. Carex foenea Willd.
666. Carex foetida All.
667. Carex fokienensis Dunn
668. Carex foliosissima F.Schmidt
669. Carex folliculata L.
670. Carex foraminata C.B.Clarke
671. Carex foraminatiformis Y.C.Tang & S.Yun Liang
672. Carex forficula Franch. & Sav.
673. Carex formosa Dewey
674. Carex forrestii Kük.
675. Carex forsteri Wahlenb.
676. Carex fossa G.A.Wheeler
677. Carex fracta Mack.
678. Carex fragilis Boott
679. Carex × fragosoana Pau
680. Carex frankii Kunth
681. Carex fraseriana Ker Gawl.
682. Carex fretalis Hamlin
683. Carex × fridtzii Holmb.
684. Carex × friesii Blytt
685. Carex frigida All., mrazoljubivi šaš
686. Carex fritschii Waisb., Fritschov šaš
687. Carex fructus Reznicek
688. Carex fucata Boott ex C.B.Clarke
689. Carex fuliginosa Schkuhr
690. Carex fulta Franch.
691. Carex × fulva Gooden.
692. Carex fulvorubescens Hayata
693. Carex fumosimontana D.Estes
694. Carex furva Webb
695. Carex fusanensis Ohwi
696. Carex fuscolutea Boeckeler
697. Carex fuscula d'Urv.
698. Carex fusiformis Nees
699. Carex × fussii Simonk.
700. Carex gammiei (C.B.Clarke) S.R.Zhang & O.Yano
701. Carex gandakiensis Katsuy.
702. Carex garberi Fernald
703. Carex gaudichaudiana Kunth
704. Carex × gaudiniana Guthnick
705. Carex gayana Desv.
706. Carex geantha Ohwi
707. Carex gemella Hochst. ex Steud.
708. Carex geminata Schkuhr
709. Carex genkaiensis Ohwi
710. Carex gentilis Franch.
711. Carex geographica B.A.Ford & J.R.Starr
712. Carex geophila Mack.
713. Carex × gerhardtii Figert
714. Carex geyeri Boott
715. Carex gholsonii Naczi & Cochrane
716. Carex gibba Wahlenb.
717. Carex gibbsiae Rendle
718. Carex gibertii G.A.Wheeler
719. Carex gifuensis Franch.
720. Carex gigantea Rudge
721. Carex × ginsiensis Waisb.
722. Carex giraldiana Kük.
723. Carex giraudiasii H.Lév.
724. Carex glabrescens (Kük.) Ohwi
725. Carex glacialis Mack.
726. Carex glareosa Schkuhr ex Wahlenb.
727. Carex glaucescens Elliott
728. Carex glauciformis Meinsh.
729. Carex glaucodea Tuck. ex Olney
730. Carex globistylosa P.C.Li
731. Carex globosa Boott
732. Carex globularis L.
733. Carex globulosa Phulphong & D.A.Simpson
734. Carex glomerata Thunb.
735. Carex glossostigma Hand.-Mazz.
736. Carex gmelinii Hook. & Arn.
737. Carex godfreyi Naczi
738. Carex goetghebeurii J.R.Starr
739. Carex × gogelana Podp.
740. Carex goligongshanensis P.C.Li
741. Carex gonggaensis P.C.Li
742. Carex gongshanensis Tang & F.T.Wang ex Y.C.Yang
743. Carex gotoi Ohwi
744. Carex goyenii Petrie
745. Carex gracilenta Boott ex Boeckeler
746. Carex graciliflora Dunn
747. Carex gracilior Mack.
748. Carex gracillima Schwein.
749. Carex graeffeana Boeckeler
750. Carex × grahamii Boott
751. Carex grallatoria Maxim.
752. Carex graminiculmis T.Koyama
753. Carex graminifolia Cherm.
754. Carex grandiligulata Kük.
755. Carex × grantii A.Benn.
756. Carex granularis Muhl. ex Willd.
757. Carex gravida L.H.Bailey
758. Carex grayi J.Carey
759. Carex greenwayi Nelmes
760. Carex grioletii Roem. ex Schkuhr
761. Carex grisea Wahlenb.
762. Carex × groenlandica Lange
763. Carex × grossii Fiek
764. Carex guatemalensis F.J.Herm.
765. Carex guffroyi H.Lév. & H.Perrier
766. Carex gunniana Boott
767. Carex gynaecandra H.Pfeiff.
768. Carex gynandra Schwein.
769. Carex gynodynama Olney
770. Carex hachijoensis Akiyama
771. Carex × haematolepis Drejer
772. Carex haematopus Jim.Mejías & Roalson
773. Carex haematosaccus C.B.Clarke
774. Carex haematostoma Nees
775. Carex × hageri E.Baumann
776. Carex hakkodensis Franch.
777. Carex hakonemontana Katsuy.
778. Carex hakonensis Franch. & Sav.
779. Carex halleriana Asso, Halerov šaš
780. Carex halliana L.H.Bailey
781. Carex hallii Olney
782. Carex × halophila F.Nyl.
783. Carex hamata Sw.
784. Carex hamlinii K.A.Ford
785. Carex hanamninhensis N.K.Khoi
786. Carex × hanasakensis T.Koyama
787. Carex hancockiana Maxim.
788. Carex handel-mazzettii (N.A.Ivanova) S.R.Zhang
789. Carex handelii Kük.
790. Carex hanensis Dunn
791. Carex hangtongensis H.Lév. & Vaniot
792. Carex × hanseniana Junge
793. Carex harae (Rajbh. & H.Ohba) O.Yano
794. Carex harfordii Mack.
795. Carex harlandii Boott
796. Carex harrysmithii Kük.
797. Carex × hartii Dewey
798. Carex hartmaniorum A.Cajander
799. Carex hashimotoi Ohwi
800. Carex hassei L.H.Bailey
801. Carex hattoriana Nakai ex Tuyama
802. Carex hatuyenensis N.K.Khoi
803. Carex haydeniana Olney
804. Carex haydenii Dewey
805. Carex healyi K.A.Ford
806. Carex hebecarpa C.A.Mey.
807. Carex hebes Nelmes
808. Carex hebetata Boott
809. Carex hectori Petrie
810. Carex heleonastes Ehrh. ex L.f.
811. Carex helferi Boeckeler
812. Carex helingeeriensis L.Q.Zhao & Jie Yang
813. Carex helleri Mack.
814. Carex helodes Link
815. Carex × helvola Blytt
816. Carex hemineuros T.Koyama
817. Carex hendersonii L.H.Bailey
818. Carex henryi (C.B.Clarke) T.Koyama
819. Carex herbacoeli Jim.Mejías & Roalson
820. Carex hermannii Cochrane
821. Carex herteri G.A.Wheeler
822. Carex heshuonensis S.Yun Liang
823. Carex heterodoxa Cherm.
824. Carex heterolepis Bunge
825. Carex heteroneura S.Watson
826. Carex × heterophyta Holmb.
827. Carex heterostachya Bunge
828. Carex heudesii H.Lév. & Vaniot
829. Carex hezhouensis H.Wang & S.N.Wang
830. Carex × hibernica A.Benn.
831. Carex hilairei Boott
832. Carex hilaireioides C.B.Clarke ex Kük.
833. Carex hildebrandtiana Boeckeler
834. Carex himalaica T.Koyama
835. Carex hinnulea C.B.Clarke
836. Carex hirsutella Mack.
837. Carex hirta L.,  runjavi šaš
838. Carex hirtelloides (Kük.) F.T.Wang & Tang ex P.C.Li
839. Carex hirticaulis P.C.Li
840. Carex hirtifolia Mack.
841. Carex hirtigluma C.B.Clarke
842. Carex hirtissima W.Boott
843. Carex hirtiutriculata L.K.Dai
844. Carex hispida Willd. ex Schkuhr
845. Carex hitchcockiana Dewey
846. Carex hoatiensis H.Lév.
847. Carex hochstetteriana J.Gay ex Seub.
848. Carex hohxilensis (R.F.Huang) S.R.Zhang
849. Carex hokarsarensis E.U.Haq & Dar
850. Carex holmgreniorum Reznicek & D.F.Murray
851. Carex holostoma Drejer
852. Carex hondoensis Ohwi
853. Carex hongnoensis H.Lév.
854. Carex hongyuanensis Y.C.Tang & S.Yun Liang
855. Carex hoodii Boott
856. Carex hookeri Kunth
857. Carex hookeriana Dewey
858. Carex hoozanensis Hayata
859. Carex hopeiensis F.T.Wang & Tang
860. Carex hordeistichos Vill.,  ječamski šaš
861. Carex horizontalis (Colenso) K.A.Ford
862. Carex hormathodes Fernald
863. Carex horsfieldii Boott
864. Carex × hosoii T.Koyama
865. Carex hostiana DC., Hostov šaš
866. Carex houghtoniana Torr. ex Dewey
867. Carex hovarum Cherm.
868. Carex huangshanica X.F.Jin & W.J.Chen
869. Carex huashanica Tang & F.T.Wang ex L.K.Dai
870. Carex hubbardii Nelmes
871. Carex huehueteca Standl. & Steyerm.
872. Carex hughii S.R.Zhang
873. Carex hultenii Aspl.
874. Carex humahuacaensis G.A.Wheeler
875. Carex humbertiana Ohwi
876. Carex humbertii Cherm.
877. Carex humboldtiana Steud.
878. Carex humida Y.L.Chang & Y.L.Yang
879. Carex humilis Leyss., šaš crljenika
880. Carex humpatensis H.E.Hess
881. Carex huolushanensis P.C.Li
882. Carex husnotiana H.Lév.
883. Carex hwangii Matsuda
884. Carex hyalina Boott
885. Carex hyalinolepis Steud.
886. Carex hymenodon Ohwi
887. Carex hymenolepis Nees
888. Carex hypandra F.Muell.
889. Carex hypaneura V.I.Krecz.
890. Carex hypoblephara Ohwi & Ryu
891. Carex hypochlora Freyn
892. Carex hypoleucos É.Desv.
893. Carex hypolytroides Ridl.
894. Carex hypsipedos C.B.Clarke
895. Carex hypsobates Nelmes
896. Carex hystericina Muhl. ex Willd.
897. Carex idaea Greuter, Matthäs & Risse
898. Carex idahoa L.H.Bailey
899. Carex idzuroei Franch. & Sav.
900. Carex iljinii V.I.Krecz.
901. Carex illegitima Ces., hvarski šaš
902. Carex illota L.H.Bailey
903. Carex × ilseana Ruhmer
904. Carex × imandrensis Kihlm. ex Hjelt
905. Carex imbecilla K.A.Ford
906. Carex impexa K.A.Ford
907. Carex impressinervia Bryson, Kral & Manhart
908. Carex inamii Ohwi
909. Carex inanis Kunth
910. Carex incisa Boott
911. Carex inclinis Boott ex C.B.Clarke
912. Carex incomitata K.R.Thiele
913. Carex incurviformis Mack.
914. Carex indica L.
915. Carex indiciformis F.T.Wang & Tang ex P.C.Li
916. Carex indistincta H.Lév. & Vaniot
917. Carex indosinica Raymond
918. Carex infirminervia Naczi
919. Carex infuscata Nees
920. Carex inopinata V.J.Cook
921. Carex inops L.H.Bailey
922. Carex insaniae Koidz.
923. Carex insignis Boott
924. Carex insularis Carmich.
925. Carex integra Mack.
926. Carex interior L.H.Bailey
927. Carex × interjecta Waisb.
928. Carex interrupta Boeckeler
929. Carex intumescens Rudge
930. Carex inversa R.Br.
931. Carex inversonervosa Nelmes
932. Carex × involuta (Bab.) Syme
933. Carex iraqensis S.S.Hooper & Kukkonen
934. Carex ischnogyne Gilli
935. Carex ischnostachya Steud.
936. Carex ivanoviae T.V.Egorova
937. Carex ixtapalucensis Reznicek
938. Carex iynx Nelmes
939. Carex jacens C.B.Clarke
940. Carex jackiana Boott
941. Carex jacutica V.I.Krecz.
942. Carex × jaegeri F.W.Schultz
943. Carex jaluensis Kom.
944. Carex jamesii Schwein.
945. Carex jamesonii Boott
946. Carex jankowskii Gorodkov
947. Carex japonica Thunb.
948. Carex jeanpertii E.G.Camus
949. Carex jianfengensis H.B.Yang, Xiao X.Li & G.D.Liu
950. Carex jiaodongensis Y.M.Zhang & X.D.Chen
951. Carex jinfoshanensis Tang & F.T.Wang ex S.Y.Liang
952. Carex jiuhuaensis S.W.Su
953. Carex jizhuangensis S.Yun Liang
954. Carex johnstonii Boeckeler
955. Carex jonesii L.H.Bailey
956. Carex joorii L.H.Bailey
957. Carex × josephi-schmittii Raymond
958. Carex jubozanensis J.Oda & A.Tanaka
959. Carex juniperorum Catling, Reznicek & Crins
960. Carex × justi-schmidtii Junge
961. Carex juvenilis C.B.Clarke ex E.G.Camus
962. Carex kabanovii V.I.Krecz.
963. Carex kagoshimensis Tak.Shimizu
964. Carex kaloides Petrie
965. Carex kanaii (Rajbh. & H.Ohba) S.R.Zhang & O.Yano
966. Carex kangdingensis S.R.Zhang
967. Carex kansuensis Nelmes
968. Carex kaoi Tang & F.T.Wang ex S.Y.Liang
969. Carex karlongensis Kük.
970. Carex karoi Freyn
971. Carex kashmirensis C.B.Clarke
972. Carex × kattaeana Kük.
973. Carex kauaiensis R.W.Krauss
974. Carex kelloggii W.Boott
975. Carex × kenaica Lepage
976. Carex kermadecensis Petrie
977. Carex × ketonensis Akiyama
978. Carex kiangsuensis Kük.
979. Carex killickii Nelmes
980. Carex kimurae Ohwi & T.Koyama
981. Carex kingii (R.Br. ex Boott) Reznicek
982. Carex kiotensis Franch. & Sav.
983. Carex kirganica Kom.
984. Carex kirinensis W.Wang & Y.L.Chang
985. Carex kirkii Petrie
986. Carex kitaibeliana Degen ex Bech.,  Kitaibelov šaš
987. Carex klamathensis B.L.Wilson & Janeway
988. Carex klaphakei K.L.Wilson
989. Carex × kneuckeri P.Fourn.
990. Carex × knieskernii Dewey
991. Carex knorringiae Kük. ex V.I.Krecz.
992. Carex kobomugi Ohwi
993. Carex kobresioidea (Kük.) S.R.Zhang
994. Carex koestlinii Hochst. ex Steud.
995. Carex × kohtsii K.Richt.
996. Carex kokanica (Regel) S.R.Zhang
997. Carex korkischkoae A.E.Kozhevn.
998. Carex korshinskyi Kom.
999. Carex koshewnikowii Litv.
1000. Carex kotagirica Maji & V.P.Prasad
1001. Carex koyaensis J.Oda & Nagam.
1002. Carex × krajinae Domin
1003. Carex kraliana Naczi & Bryson
1004. Carex krascheninnikovii Kom. ex V.I.Krecz.
1005. Carex krausei Boeckeler
1006. Carex kreczetoviczii T.V.Egorova
1007. Carex kuchunensis Tang & F.T.Wang ex S.Y.Liang
1008. Carex kucyniakii Raymond
1009. Carex × kuekenthaliana Appel & A.Brückn.
1010. Carex × kuekenthalii Dörfl. ex Zahn
1011. Carex kujuzana Ohwi
1012. Carex kukkoneniana Luceño & Martín-Bravo
1013. Carex kulingana L.H.Bailey
1014. Carex kumaonensis Kük.
1015. Carex kunlunsanensis N.R.Cui
1016. Carex kurdica Kük. ex Hand.-Mazz.
1017. Carex × kurilensis Ohwi
1018. Carex kwangsiensis F.T.Wang & Tang ex P.C.Li
1019. Carex kwangtoushanica K.T.Fu
1020. Carex × kyyhkynenii Hiitonen
1021. Carex lachenalii Schkuhr
1022. Carex lacistoma R.Br.
1023. Carex × lackowitziana Aug.R.Paul
1024. Carex lacustris Willd.
1025. Carex laegaardii J.R.Starr
1026. Carex laeta Boott
1027. Carex laeviconica Dewey
1028. Carex laeviculmis Meinsh.
1029. Carex laevigata Sm.
1030. Carex laevissima Nakai
1031. Carex laevivaginata (Kük.) Mack.
1032. Carex lageniformis Nelmes
1033. Carex × laggeri Wimm.
1034. Carex lagunensis M.E.Jones
1035. Carex lainzii Luceño, E.Rico & T.Romero
1036. Carex lambertiana Boott
1037. Carex lamprocarpa Phil.
1038. Carex lamprochlamys S.T.Blake
1039. Carex lancangensis S.Yun Liang
1040. Carex lancea (Thunb.) Baill.
1041. Carex lanceisquama (Hand.-Mazz.) V.I.Krecz.
1042. Carex lanceolata Boott
1043. Carex lancifolia C.B.Clarke
1044. Carex lancisquamata L.K.Dai
1045. Carex × langeana Fernald
1046. Carex × langii Steud.
1047. Carex lankana T.Koyama
1048. Carex laosensis Nelmes
1049. Carex lapazensis C.B.Clarke
1050. Carex lapponica O.Lang
1051. Carex larensis Steyerm.
1052. Carex laricetorum Y.L.Chou
1053. Carex lasiocarpa Ehrh., končasti šaš
1054. Carex lasiolepis Franch.
1055. Carex latebracteata Waterf.
1056. Carex lateriflora Phil.
1057. Carex latisquamea Kom.
1058. Carex lativena S.D.Jones & G.D.Jones
1059. Carex × lausii Podp.
1060. Carex laxa Wahlenb.
1061. Carex laxiculmis Schwein.
1062. Carex laxiflora Lam.
1063. Carex leavenworthii Dewey
1064. Carex lechleriana (Steud.) J.R.Starr
1065. Carex lectissima K.A.Ford
1066. Carex ledebouriana C.A.Mey. ex Trevir.
1067. Carex leersii F.W.Schultz
1068. Carex lehmannii Drejer
1069. Carex leiorhyncha C.A.Mey.
1070. Carex lemanniana Boott
1071. Carex lemmonii W.Boott
1072. Carex lenta D.Don
1073. Carex lenticularis Michx.
1074. Carex lepida Boott
1075. Carex lepidocarpa Tausch, tamnozeleni šaš
1076. Carex lepidochlamys (F.T.Wang & Tang ex P.C.Li) S.R.Zhang
1077. Carex leporina L.,  ovalni šaš (sin. C. ovalis)
1078. Carex leporinella Mack.
1079. Carex leptalea Wahlenb.
1080. Carex × leptoblasta Holmb.
1081. Carex leptonervia (Fernald) Fernald
1082. Carex leptopoda Mack.
1083. Carex lessoniana Steud.
1084. Carex leucantha Arn. ex Boott
1085. Carex × leutzii Kneuck.
1086. Carex liangshanensis S.R.Zhang
1087. Carex libera (Kük.) Hamlin
1088. Carex × lidii Hadac
1089. Carex ligata Boott
1090. Carex × ligniciensis Figert
1091. Carex ligulata Nees
1092. Carex × limnicola H.Gross
1093. Carex × limnogena Appel
1094. Carex limosa L.,  muljeviti šaš
1095. Carex limprichtiana Kük.
1096. Carex × limula Fr.
1097. Carex lindleyana Nees
1098. Carex lingii F.T.Wang & Tang
1099. Carex liouana F.T.Wang & Tang
1100. Carex liparocarpos Gaudin,  sjajni šaš
1101. Carex lithophila Turcz.
1102. Carex litorhyncha Franch.
1103. Carex litorosa L.H.Bailey
1104. Carex littledalei (C.B.Clarke) S.R.Zhang
1105. Carex litvinovii Kük.
1106. Carex liui T.Koyama & T.I.Chuang
1107. Carex livida (Wahlenb.) Willd.
1108. Carex lobolepis F.Muell.
1109. Carex lobulirostris Drejer
1110. Carex loliacea L.
1111. Carex lonchocarpa Willd. ex Spreng.
1112. Carex longebrachiata Boeckeler
1113. Carex longerostrata C.A.Mey.
1114. Carex longhiensis Franch.
1115. Carex longicaulis Boeckeler
1116. Carex longicolla Tang & F.T.Wang ex Y.F.Deng
1117. Carex longicruris Nees
1118. Carex longiculmis Petrie
1119. Carex longicuspis Boeckeler
1120. Carex longifructus (Kük.) K.A.Ford
1121. Carex longii Mack.
1122. Carex longiligula Reznicek & S.González
1123. Carex longipes D.Don
1124. Carex longipetiolata Q.L.Wang, H.B.Yang & Y.F.Deng
1125. Carex longispiculata Y.C.Yang
1126. Carex longissima M.E.Jones
1127. Carex longpanlaensis S.Yun Liang
1128. Carex longshengensis Y.C.Tang & S.Yun Liang
1129. Carex lophocarpa C.B.Clarke
1130. Carex × loretii Rouy
1131. Carex louisianica L.H.Bailey
1132. Carex lowei Bech.
1133. Carex lucennoiberica Maguilla & M.Escudero
1134. Carex lucorum Willd.
1135. Carex luctuosa Franch.
1136. Carex × ludibunda J.Gay
1137. Carex ludwigii (Hochst.) Luceño & Martín-Bravo
1138. Carex lupuliformis Sartwell ex Dewey
1139. Carex lupulina Muhl. ex Willd.
1140. Carex lurida Wahlenb.
1141. Carex luridiformis Mack. ex Reznicek & S.González
1142. Carex lushanensis Kük.
1143. Carex lutea LeBlond
1144. Carex × luteola (Rchb.) Sendtn.
1145. Carex luzulifolia W.Boott
1146. Carex luzulina Olney
1147. Carex lycurus K.Schum.
1148. Carex lyngbyei Hornem.
1149. Carex maackii Maxim.
1150. Carex mabilliana (Rouy) Prain
1151. Carex × macilenta F.Nyl.
1152. Carex mackenziana Weath.
1153. Carex mackenziei V.I.Krecz.
1154. Carex macloviana d'Urv.
1155. Carex macloviformis (G.A.Wheeler) J.R.Starr
1156. Carex × macounii Dewey
1157. Carex macrocephala Willd. ex Spreng.
1158. Carex macrochaeta C.A.Mey.
1159. Carex macrolepis DC.
1160. Carex macrophyllidion Nelmes
1161. Carex macroprophylla (Y.C.Yang) S.R.Zhang
1162. Carex macrorrhiza Boeckeler
1163. Carex macrosandra (Franch.) V.I.Krecz.
1164. Carex macrosolen Steud.
1165. Carex macrostachys Bertol.
1166. Carex macrostigmatica Kük.
1167. Carex macrostylos Lapeyr.
1168. Carex macrotrichoides J.R.Starr
1169. Carex maculata Boott
1170. Carex madagascariensis Boeckeler
1171. Carex madida J.R.Starr
1172. Carex madrensis L.H.Bailey
1173. Carex magacis Molina Gonz., Acedo & Llamas
1174. Carex magellanica Lam.
1175. Carex magnoutriculata Tang & F.T.Wang ex L.K.Dai
1176. Carex × mainensis Porter
1177. Carex mairei Coss. & Germ.
1178. Carex makinoensis Franch.
1179. Carex makuensis P.C.Li
1180. Carex malaccensis C.B.Clarke
1181. Carex mallae (Rajbh. & H.Ohba) O.Yano
1182. Carex malmei Kalela
1183. Carex malyschevii T.V.Egorova
1184. Carex manca Boott
1185. Carex manciformis C.B.Clarke ex Franch.
1186. Carex mandoniana Boeckeler
1187. Carex mandshurica Meinsh.
1188. Carex manginii E.G.Camus
1189. Carex manhartii Bryson
1190. Carex mannii E.A.Bruce
1191. Carex maorica Hamlin
1192. Carex maorshanica Y.L.Chou
1193. Carex maquensis Y.C.Yang
1194. Carex marahuacana Reznicek
1195. Carex marianensis Stacey
1196. Carex marina Dewey
1197. Carex mariposana L.H.Bailey ex Mack.
1198. Carex maritima Gunnerus
1199. Carex markgrafii Kük.
1200. Carex × marshallii A.Benn.
1201. Carex martynenkoi Zolot.
1202. Carex × massonii Cay. & Lepage
1203. Carex matsumurae Franch.
1204. Carex maubertiana Boott
1205. Carex maximowiczii Miq.
1206. Carex mayebarana Ohwi
1207. Carex mckittrickensis P.W.Ball
1208. Carex mcvaughii Reznicek
1209. Carex meadii Dewey
1210. Carex media R.Br.
1211. Carex meeboldiana Kük.
1212. Carex megalepis K.A.Ford
1213. Carex meihsienica K.T.Fu
1214. Carex meiocarpa H.Lév. & Vaniot
1215. Carex melanantha C.A.Mey.
1216. Carex melananthiformis Litv.
1217. Carex melanocarpa Cham. ex Trautv.
1218. Carex melanocephala Turcz.
1219. Carex melanorrhyncha Nelmes
1220. Carex melanostachya M.Bieb. ex Willd., crnkastoklasi šaš
1221. Carex melinacra Franch.
1222. Carex membranacea Hook.
1223. Carex × mendica Lepage
1224. Carex mendocinensis Olney ex Boott
1225. Carex meridensis (Steyerm.) J.R.Starr
1226. Carex meridiana Akiyama
1227. Carex merritt-fernaldii Mack.
1228. Carex mertensii J.D.Prescott ex Bong.
1229. Carex merxmuelleri Podlech
1230. Carex mesochorea Mack.
1231. Carex metallica H.Lév.
1232. Carex meyenii Nees
1233. Carex meyeriana Kunth
1234. Carex michauxiana Boeckeler
1235. Carex michelii Host, puzavi šaš
1236. Carex michoacana Reznicek, Hipp & S.González
1237. Carex micrantha Kük.
1238. Carex microcarpa Bertol. ex Moris
1239. Carex microchaeta Holm
1240. Carex microdonta Torr.
1241. Carex microglochin Wahlenb.
1242. Carex micropoda C.A.Mey.
1243. Carex microptera Mack.
1244. Carex microrhyncha Mack.
1245. Carex × microstachya Ehrh.
1246. Carex × microstyla J.Gay ex Gaudin
1247. Carex middendorffii F.Schmidt
1248. Carex mildbraediana Kük.
1249. Carex miliaris Michx.
1250. Carex millsii Dunn
1251. Carex mingrelica Kük.
1252. Carex minor (Kük.) K.A.Ford
1253. Carex minutiscabra Kük. ex V.I.Krecz.
1254. Carex minutissima Barros
1255. Carex minxianensis S.Yun Liang
1256. Carex minxianica Y.C.Yang
1257. Carex mira Kük.
1258. Carex misera Buckley
1259. Carex missouriensis P.Rothr. & Reznicek
1260. Carex mitchelliana M.A.Curtis
1261. Carex × mithala Callmé
1262. Carex mitrata Franch.
1263. Carex miyabei Franch.
1264. Carex mochomuensis Katsuy.
1265. Carex modesti M.Escudero, Martín-Bravo & Jim.Mejías
1266. Carex molesta Mack.
1267. Carex molestiformis Reznicek & Rothrock
1268. Carex molinae Phil.
1269. Carex mollicula Boott
1270. Carex mollissima Christ ex Scheutz
1271. Carex monodynama (Griseb.) G.A.Wheeler
1272. Carex monostachya A.Rich.
1273. Carex monotropa Nelmes
1274. Carex montana L., gorski šaš
1275. Carex × montanoaltaica Zolot.
1276. Carex montis-eeka Hillebr.
1277. Carex montis-everestii Kük.
1278. Carex montis-wutaii T.Koyama
1279. Carex moorcroftii Falc. ex Boott
1280. Carex moorei G.A.Wheeler
1281. Carex × moravica Repka & Rolecek
1282. Carex morii Hayata
1283. Carex × moriyoshiensis Fujiw. & Y.Matsuda
1284. Carex morrowii Boott
1285. Carex mosoynensis Franch.
1286. Carex mossii Nelmes
1287. Carex motuoensis Y.C.Yang
1288. Carex moupinensis Franch.
1289. Carex mucronata All.,  šiljasti šaš
1290. Carex mucronatiformis Tang & F.T.Wang ex S.Yun Liang
1291. Carex × mucronulata Holmb.
1292. Carex muehlenbergii Willd.
1293. Carex muelleri Petrie
1294. Carex × muelleriana F.W.Schultz
1295. Carex muliensis Hand.-Mazz.
1296. Carex multicaulis L.H.Bailey
1297. Carex multicostata Mack.
1298. Carex multifaria (Nees ex Boott) J.R.Starr
1299. Carex multispiculata Luceño & Martín-Bravo
1300. Carex munda Boott
1301. Carex munipoorensis C.B.Clarke
1302. Carex munroi Boott ex C.B.Clarke
1303. Carex muricata L.
1304. Carex muriculata F.J.Herm.
1305. Carex × musashiensis Ohwi
1306. Carex × musei Steud.
1307. Carex muskingumensis Schwein.
1308. Carex myosuroides Vill.
1309. Carex myosurus Nees
1310. Carex nachiana Ohwi
1311. Carex nairii Ghildyal & U.C.Bhattach.
1312. Carex nakaoana T.Koyama
1313. Carex nakasimae Ohwi
1314. Carex nanchuanensis K.L.Chu ex S.Y.Liang
1315. Carex nandadeviensis Ghildyal, U.C.Bhattach. & Hajra
1316. Carex nangtciangensis Pamp.
1317. Carex nardina (Hornem.) Fr.
1318. Carex nealiae R.W.Krauss
1319. Carex neblinensis Reznicek
1320. Carex nebrascensis Dewey
1321. Carex nebularum Phil.
1322. Carex neesiana Endl.
1323. Carex negeri (Kük.) J.R.Starr
1324. Carex negrii Chiov.
1325. Carex nelmesiana Barros
1326. Carex nelsonii Mack.
1327. Carex nemoralis (K.L.Wilson) K.L.Wilson
1328. Carex nemostachys Steud.
1329. Carex nemurensis Franch.
1330. Carex × neobigelowii Lepage
1331. Carex neochevalieri Kük. ex A.Chev.
1332. Carex neodigyna P.C.Li
1333. Carex × neofilipendula Lepage
1334. Carex neoguinensis C.B.Clarke
1335. Carex neohebridensis Guillaumin & Kük.
1336. Carex × neomiliaris Lepage
1337. Carex neopetelotii Raymond
1338. Carex neopolycephala Tang & F.T.Wang ex L.K.Dai
1339. Carex × neorigida Lepage
1340. Carex nervata Franch. & Sav.
1341. Carex nervina L.H.Bailey
1342. Carex neurocarpa Maxim.
1343. Carex neurophora Mack.
1344. Carex × nicoloffii Pamp.
1345. Carex niederleiniana Boeckeler
1346. Carex nigerrima Nelmes
1347. Carex nigra (L.) Reichard,  crni šaš
1348. Carex nigricans C.A.Mey.
1349. Carex nigromarginata Schwein.
1350. Carex × nikaii T.Koyama
1351. Carex nikolskensis Kom.
1352. Carex nitidiutriculata L.K.Dai
1353. Carex nivalis Boott
1354. Carex nodaeana A.I.Baranov & Skvortsov
1355. Carex nodiflora Boeckeler
1356. Carex noguchii J.Oda & Nagam.
1357. Carex noltiei S.R.Zhang
1358. Carex nordica Molina Gonz., Acedo & Llamas
1359. Carex normalis Mack.
1360. Carex norvegica Retz.
1361. Carex notha Kunth
1362. Carex nova L.H.Bailey
1363. Carex novae-angliae Schwein.
1364. Carex novogaliciana Reznicek
1365. Carex nubigena D.Don
1366. Carex nudata W.Boott
1367. Carex nudicarpa (Y.C.Yang) S.R.Zhang
1368. Carex × oberrodensis B.Walln.
1369. Carex obispoensis Stacey
1370. Carex oblanceolata T.Koyama
1371. Carex obliquicarpa X.F.Jin, C.Z.Zheng & B.Y.Ding
1372. Carex obliquitruncata Y.C.Tang & S.Yun Liang
1373. Carex obnupta L.H.Bailey
1374. Carex obovatosquamata F.T.Wang & Y.L.Chang ex P.C.Li
1375. Carex obscura Nees
1376. Carex obscuriceps Kük.
1377. Carex obtusata Lilj.
1378. Carex obtusifolia (Heenan) K.A.Ford
1379. Carex obtusisquama (Gross) G.A.Wheeler & S.Beck
1380. Carex occidentalis L.H.Bailey
1381. Carex ochrochlamys Ohwi
1382. Carex ochrosaccus (C.B.Clarke) Hamlin
1383. Carex oederi Retz.
1384. Carex oedipostyla Duval-Jouve
1385. Carex × oenensis A.Neumann ex B.Walln.
1386. Carex × ohmuelleriana O.Lang
1387. Carex okamotoi Ohwi
1388. Carex oklahomensis Mack.
1389. Carex olbiensis Jord.
1390. Carex oligantha Steud.
1391. Carex oligocarpa Willd.
1392. Carex oligocarya C.B.Clarke
1393. Carex oligosperma Michx.
1394. Carex oligostachya Nees
1395. Carex olivacea Boott
1396. Carex olivieri H.Lév.
1397. Carex × olneyi Boott
1398. Carex omeiensis Tang
1399. Carex omeyica Molina Gonz., Acedo & Llamas
1400. Carex omiana Franch. & Sav.
1401. Carex omurae T.Koyama
1402. Carex × oneillii Lepage
1403. Carex onoei Franch. & Sav.
1404. Carex opaca (F.J.Herm.) P.Rothr. & Reznicek
1405. Carex ophiolithica Heenan & de Lange
1406. Carex orbicularinucis L.K.Dai
1407. Carex orbicularis Boott
1408. Carex oreocharis Holm
1409. Carex oreophila C.A.Mey.
1410. Carex orestera Zika
1411. Carex orizabae Liebm.
1412. Carex ormostachya Wiegand
1413. Carex ornithopoda Willd.,  ptičji šaš
1414. Carex oronensis Fernald
1415. Carex orthostemon Hayata
1416. Carex oshimensis Nakai
1417. Carex otaruensis Franch.
1418. Carex otayae Ohwi
1419. Carex otomana Molina Gonz., Acedo & Llamas
1420. Carex otrubae Podp., lašni lisičji šaš
1421. Carex ouachitana Kral, Manhart & Bryson
1422. Carex ovatispiculata F.T.Wang & Y.L.Chang ex S.Yun Liang
1423. Carex ovoidispica O.Yano
1424. Carex ovoidoconica Ohwi
1425. Carex ownbeyi G.A.Wheeler
1426. Carex oxyandra (Franch. & Sav.) Kudô
1427. Carex oxylepis Torr. & Hook.
1428. Carex oxyphylla Franch.
1429. Carex ozarkana P.Rothr. & Reznicek
1430. Carex pachygyna Franch. & Sav.
1431. Carex pachyneura Kitag.
1432. Carex pachystachya Cham. ex Steud.
1433. Carex pachystylis J.Gay
1434. Carex × paczoskii Zapal.
1435. Carex paeninsulae Naczi, E.L.Bridges & Orzell
1436. Carex pairae F.W.Schultz
1437. Carex palawanensis Kük.
1438. Carex paleacea Schreb. ex Wahlenb.
1439. Carex pallescens L., bljedoliki šaš
1440. Carex pallidula Harmaja
1441. Carex × paludivagans W.H.Drury
1442. Carex pamirensis C.B.Clarke
1443. Carex pandanophylla C.B.Clarke
1444. Carex panduranganii Kalidass
1445. Carex panicea L.,  prosasti šaš
1446. Carex paniculata L., metličasti šaš
1447. Carex panormitana Guss.
1448. Carex pansa L.H.Bailey
1449. Carex papillosissima Nelmes
1450. Carex × paponii Muret ex T.Durand & Pittier
1451. Carex papualpina K.L.Wilson
1452. Carex papulosa Boott
1453. Carex paracheniana X.F.Jin, D.A.Simpson & C.Z.Zheng
1454. Carex paracuraica F.T.Wang & Y.L.Chang ex S.Yun Liang
1455. Carex parallela (Laest.) Sommerf.
1456. Carex paramjitii (Jana, Noltie, R.C.Srivast. & A.Mukh.) O.Yano
1457. Carex pararadicalis X.F.Jin & J.M.Cen
1458. Carex parryana Dewey
1459. Carex parva Nees
1460. Carex parviflora Host
1461. Carex parvigluma C.B.Clarke
1462. Carex parvirufa Luceño & Márq.-Corro
1463. Carex parvispica K.A.Ford
1464. Carex parvula O.Yano
1465. Carex patagonica Speg.
1466. Carex × patuensis Lepage
1467. Carex pauciflora Lightf., malocvjetni šaš
1468. Carex paui Sennen
1469. Carex × pauliana F.W.Schultz
1470. Carex × paulii Asch. & Graebn.
1471. Carex paulo-vargasii Luceño & Marín
1472. Carex paxii Kük.
1473. Carex paysonis Clokey
1474. Carex peckii Howe
1475. Carex pediformis C.A.Mey.
1476. Carex pedunculata Muhl. ex Willd.
1477. Carex peichuniana S.R.Zhang
1478. Carex peiktusani Kom.
1479. Carex peliosanthifolia F.T.Wang & Tang ex P.C.Li
1480. Carex pellita Muhl. ex Willd.
1481. Carex pelocarpa F.J.Herm.
1482. Carex penalpina K.A.Ford
1483. Carex pendula Huds., veliki šaš
1484. Carex penduliformis Cherm.
1485. Carex pengii X.F.Jin & C.Z.Zheng
1486. Carex pensylvanica Lam.
1487. Carex perakensis C.B.Clarke
1488. Carex percostata F.J.Herm.
1489. Carex perdensa (Kukkonen) Luceño & Martín-Bravo
1490. Carex perdentata S.D.Jones
1491. Carex peregrina Link
1492. Carex perglobosa Mack.
1493. Carex pergracilis Nelmes
1494. Carex perlonga Fernald
1495. Carex perplexa (Heenan & de Lange) K.A.Ford
1496. Carex perprava C.B.Clarke
1497. Carex perraudieriana (Kük. ex Bornm.) Gay ex Kük.
1498. Carex × persalina Lepage
1499. Carex pertenuis L.H.Bailey
1500. Carex peruviana J.Presl & C.Presl
1501. Carex petasata Dewey
1502. Carex petelotii Gross
1503. Carex petitiana A.Rich.
1504. Carex petricosa Dewey
1505. Carex petriei Cheeseman
1506. Carex peucophila Holm
1507. Carex phacota Spreng.
1508. Carex phaenocarpa Franch.
1509. Carex phaeocephala Piper
1510. Carex phaeodon T.Koyama
1511. Carex phaeothrix Ohwi
1512. Carex phalaroides Kunth
1513. Carex phankei N.K.Khoi
1514. Carex phleoides Cav.
1515. Carex phoenicis Dunn
1516. Carex phragmitoides Kük.
1517. Carex phyllocaula Nelmes
1518. Carex phyllocephala T.Koyama
1519. Carex phyllostachys C.A.Mey.
1520. Carex × physocarpoides Lepage
1521. Carex physodes M.Bieb.
1522. Carex pichinchensis Kunth
1523. Carex picta Steud.
1524. Carex pigra Naczi
1525. Carex pilosa Scop., dlakavi šaš
1526. Carex × pilosiuscula Gobi
1527. Carex pilulifera L., kuglasti šaš
1528. Carex pinophila Reznicek & S.González
1529. Carex pisanoi G.A.Wheeler
1530. Carex pisiformis Boott
1531. Carex pityophila Mack.
1532. Carex planata Franch. & Sav.
1533. Carex planiculmis Kom.
1534. Carex planiscapa Chun & F.C.How
1535. Carex planispicata Naczi
1536. Carex planostachys Kunze
1537. Carex plantaginea Lam.
1538. Carex platyphylla J.Carey
1539. Carex platysperma Y.L.Chang & Y.L.Yang
1540. Carex plectobasis V.I.Krecz.
1541. Carex plectocarpa F.J.Herm.
1542. Carex pleioneura G.A.Wheeler
1543. Carex pleiostachys C.B.Clarke
1544. Carex pleurocaula Nelmes
1545. Carex × ploegii Jac.Koopman
1546. Carex × ploettneriana Beyer
1547. Carex pluriflora Hultén
1548. Carex plurinervata J.R.Starr
1549. Carex poculisquama Kük.
1550. Carex podocarpa R.Br.
1551. Carex podogyna Franch. & Sav.
1552. Carex poeppigii C.B.Clarke ex G.A.Wheeler
1553. Carex poilanei Raymond
1554. Carex polyantha F.Muell.
1555. Carex polycephala Boott
1556. Carex polymascula P.C.Li
1557. Carex polymorpha Muhl.
1558. Carex polyschoenoides K.T.Fu
1559. Carex polystachya Sw. ex Wahlenb.
1560. Carex polysticha Boeckeler
1561. Carex pontica Albov
1562. Carex popovii V.I.Krecz.
1563. Carex porrecta Reznicek & Camelb.
1564. Carex potens K.A.Ford
1565. Carex potosina Hemsl.
1566. Carex praeceptorum Mack.
1567. Carex praeclara Nelmes
1568. Carex praecox Schreb.,  rani šaš
1569. Carex praegracilis W.Boott
1570. Carex praelonga C.B.Clarke
1571. Carex × prahliana Junge
1572. Carex prainii Kük.
1573. Carex prairea Dewey ex Alph.Wood
1574. Carex prasina Wahlenb.
1575. Carex praticola Rydb.
1576. Carex preissii Nees
1577. Carex prescottiana Boott
1578. Carex preslii Steud.
1579. Carex pringlei L.H.Bailey
1580. Carex procumbens H.B.Yang, Xiao X.Li & G.D.Liu
1581. Carex projecta Mack.
1582. Carex × prolixa Fr.
1583. Carex prolongata Kük.
1584. Carex proposita Mack.
1585. Carex × prostii Chass. ex P.Fourn.
1586. Carex provotii Franch.
1587. Carex proxima Cherm.
1588. Carex pruinosa Boott
1589. Carex przewalskii T.V.Egorova
1590. Carex pseudoaperta Boeckeler ex Kük.
1591. Carex × pseudoaxillaris K.Richt.
1592. Carex pseudobicolor Boeckeler
1593. Carex pseudobrizoides Clavaud
1594. Carex pseudochinensis H.Lév. & Vaniot
1595. Carex pseudocuraica F.Schmidt
1596. Carex pseudocyperus L., viseći šaš
1597. Carex pseudodahurica A.P.Khokhr.
1598. Carex pseudodispalata K.T.Fu
1599. Carex pseudofoetida Kük.
1600. Carex pseudogammiei S.R.Zhang
1601. Carex × pseudohelvola Kihlm.
1602. Carex pseudohumilis F.T.Wang & Y.L.Chang ex P.C.Li
1603. Carex pseudohypochlora Y.L.Chang & Y.L.Yang
1604. Carex pseudolaticeps Tang & F.T.Wang ex S.Y.Liang
1605. Carex pseudolaxa (C.B.Clarke) O.Yano & S.R.Zhang
1606. Carex pseudoligulata L.K.Dai
1607. Carex pseudololiacea F.Schmidt
1608. Carex pseudomacloviana G.A.Wheeler
1609. Carex × pseudomairei E.G.Camus
1610. Carex pseudomitrata X.F.Jin & J.M.Cen
1611. Carex pseudophyllocephala L.K.Dai
1612. Carex pseudorufa Luceño & Martín-Bravo
1613. Carex pseudosadoensis Akiyama
1614. Carex pseudospachiana H.Lév. & Vaniot
1615. Carex pseudosupina Y.C.Tang ex L.K.Dai
1616. Carex pseudotristachya X.F.Jin & C.Z.Zheng
1617. Carex × pseudovulpina K.Richt.
1618. Carex pseuduncinoides (Noltie) O.Yano & S.R.Zhang
1619. Carex psychrophila Nees
1620. Carex pterocarpa Petrie
1621. Carex pterocaulos Nelmes
1622. Carex pubigluma Reznicek
1623. Carex pudica Honda
1624. Carex pulchra Boott
1625. Carex pulchrifolia A.E.Kozhevn.
1626. Carex pulicaris L., buhin šaš
1627. Carex pumila Thunb.
1628. Carex punctata Gaudin, točkasti šaš
1629. Carex punicea K.A.Ford
1630. Carex punicola D.B.Poind., Jim.Mejías & M.Escudero
1631. Carex purdiei Boott
1632. Carex purpleovaginalis Q.S.Wang
1633. Carex purpurata (Petrie) K.A.Ford
1634. Carex purpureosquamata L.K.Dai
1635. Carex purpureotincta Ohwi
1636. Carex purpureovagina F.T.Wang & Y.L.Chang ex S.Yun Liang
1637. Carex purpureovaginata Boeckeler
1638. Carex purpurifera Mack.
1639. Carex × putjatini Kom.
1640. Carex pycnostachya Kar. & Kir.
1641. Carex pygmaea Boeckeler
1642. Carex pyramidalis Kük.
1643. Carex pyrenaica Wahlenb.
1644. Carex qinghaiensis Y.C.Yang
1645. Carex qingliangensis D.M.Weng, H.W.Zhang & S.F.Xu
1646. Carex qingyangensis S.W.Su & S.M.Xu
1647. Carex qiyunensis S.W.Su & S.M.Xu
1648. Carex quadriflora (Kük.) Ohwi
1649. Carex × quebecensis Lepage
1650. Carex queretarensis Reznicek & S.González
1651. Carex quichensis F.J.Herm.
1652. Carex × quirponensis Fernald
1653. Carex × raciborskii Zapal.
1654. Carex raddei Kük.
1655. Carex radfordii Gaddy
1656. Carex radiata (Wahlenb.) Small
1657. Carex radicalis Boott
1658. Carex radiciflora Dunn
1659. Carex radicina Z.P.Wang
1660. Carex rafflesiana Boott
1661. Carex rainbowii Luceño, Jim.Mejías, M.Escudero & Martín-Bravo
1662. Carex raleighii Nelmes
1663. Carex ramenskii Kom.
1664. Carex ramentaceofructus K.T.Fu
1665. Carex ramosa Willd.
1666. Carex ramosii Kük.
1667. Carex randalpina B.Walln., okoloalpski šaš
1668. Carex raoulii Boott
1669. Carex rapaensis (H.St.John) K.L.Wilson
1670. Carex raphidocarpa Nees
1671. Carex rara Boott
1672. Carex rariflora (Wahlenb.) Sm.
1673. Carex ratongensis (C.B.Clarke) C.B.Clarke
1674. Carex raynoldsii Dewey
1675. Carex rcsrivastavae (Jana) Roalson
1676. Carex recta Boott
1677. Carex × reducta Drejer
1678. Carex regeliana (Kük.) Litv.
1679. Carex reichei Kük.
1680. Carex reinii Franch. & Sav.
1681. Carex relaxa V.I.Krecz.
1682. Carex remota L., pazušni šaš
1683. Carex remotistachya Y.Y.Zhou & X.F.Jin
1684. Carex remotiuscula Wahlenb.
1685. Carex renauldii H.Lév.
1686. Carex reniformis (L.H.Bailey) Small
1687. Carex renschiana Boeckeler
1688. Carex repanda C.B.Clarke
1689. Carex repens Bellardi
1690. Carex reptabunda (Trautv.) V.I.Krecz.
1691. Carex resectans Cheeseman
1692. Carex retroflexa Muhl. ex Willd.
1693. Carex retrofracta Kük.
1694. Carex retrorsa Schwein.
1695. Carex reuteriana Boiss.
1696. Carex reznicekii Werier
1697. Carex rhizina Blytt ex Lindblom
1698. Carex rhizopoda Maxim.
1699. Carex rhodesiaca Nelmes
1700. Carex rhomalea (Fernald) Mack.
1701. Carex rhombifructus Ohwi
1702. Carex rhynchachaenium C.B.Clarke
1703. Carex rhynchoperigynium S.D.Jones & Reznicek
1704. Carex rhynchophora Franch.
1705. Carex richardsonii R.Br.
1706. Carex ridongensis P.C.Li
1707. Carex × rieseana Figert
1708. Carex rigidioides (Gorodkov) V.I.Krecz.
1709. Carex × rikuchiuensis Akiyama
1710. Carex riloensis Stoeva & E.D.Popova
1711. Carex riparia Curtis, obalni šaš
1712. Carex rivulorum Dunn
1713. Carex roalsoniana Jim.Mejías & M.Escudero
1714. Carex roanensis F.J.Herm.
1715. Carex rochebrunei Franch. & Sav.
1716. Carex roraimensis Steyerm.
1717. Carex rorulenta Porta
1718. Carex rosea Willd.
1719. Carex × rossiana Degen
1720. Carex rossii Boott
1721. Carex rostellifera Y.L.Chang & Y.L.Yang
1722. Carex rostrata Stokes, kljunasti šaš
1723. Carex × rotae De Not.
1724. Carex rotundata Wahlenb.
1725. Carex rubicunda Petrie
1726. Carex rubrobrunnea C.B.Clarke
1727. Carex × rubrovaginata (Hamlin) K.A.Ford
1728. Carex × ruedtii Kneuck.
1729. Carex rufina Drejer
1730. Carex rufulistolon T.Koyama
1731. Carex rugata Ohwi
1732. Carex rugulosa Kük.
1733. Carex runssoroensis K.Schum.
1734. Carex rupestris All.,  kamenjarski šaš
1735. Carex rupicola (Pedersen) G.A.Wheeler
1736. Carex ruralis J.Oda & Nagam.
1737. Carex rutenbergiana Boeckeler
1738. Carex ruthii Mack.
1739. Carex rzedowskii Reznicek & S.González
1740. Carex sabulosa Turcz. ex Kunth
1741. Carex sacerdotis Nelmes
1742. Carex sacrosancta Honda
1743. Carex sadoensis Franch.
1744. Carex sagaensis Y.C.Yang
1745. Carex sagei Phil.
1746. Carex sahnii Ghildyal & U.C.Bhattach.
1747. Carex sajanensis V.I.Krecz.
1748. Carex × sakaguchii Ohwi
1749. Carex salina Wahlenb.
1750. Carex × salisiana Brügger
1751. Carex saltaensis Gross
1752. Carex salticola J.R.Starr
1753. Carex sambiranensis (H.Lév.) Cherm.
1754. Carex sampsonii Hance
1755. Carex sanctae-marthae L.E.Mora & J.O.Rangel
1756. Carex sanguinea Boott
1757. Carex × sanionis K.Richt.
1758. Carex sanjappae Bhaumik & M.K.Pathak
1759. Carex sarawaketensis Kük.
1760. Carex × sardloqensis Å.E.Dahl
1761. Carex sargentiana (Hemsl.) S.R.Zhang
1762. Carex sartwelliana Olney
1763. Carex sartwellii Dewey
1764. Carex satakeana T.Koyama
1765. Carex satsumensis Franch. & Sav.
1766. Carex savaiiensis Kük.
1767. Carex saxatilis L.
1768. Carex × saxenii Raymond
1769. Carex saxicola Tang & F.T.Wang
1770. Carex saxilittoralis A.Robertson
1771. Carex saximontana Mack.
1772. Carex scabrata Schwein.
1773. Carex scabrella Wahlenb.
1774. Carex scabrida J.R.Starr
1775. Carex scabrifolia Steud.
1776. Carex scabripes Cherm.
1777. Carex scabrirostris Kük.
1778. Carex scabrisacca Ohwi & Ryu
1779. Carex scabriuscula Mack.
1780. Carex scaposa C.B.Clarke
1781. Carex schaffneri Boeckeler
1782. Carex × schallertii Murr
1783. Carex × schatzii Kneuck.
1784. Carex schiedeana Kunze
1785. Carex schimperiana Boeckeler
1786. Carex schliebenii Podlech
1787. Carex schmidtii Meinsh.
1788. Carex schneideri Nelmes
1789. Carex schottii Dewey
1790. Carex × schuetzeana Figert
1791. Carex schwackeana Boeckeler
1792. Carex schweickerdtii (Merxm. & Podlech) Luceño & Martín-Bravo
1793. Carex schweinitzii Dewey ex Schwein.
1794. Carex scirpoidea Michx.
1795. Carex scita Maxim.
1796. Carex scitiformis Kük.
1797. Carex scitula Boott
1798. Carex sclerocarpa Franch.
1799. Carex sclerophylla (Nelmes) K.L.Wilson
1800. Carex scolopendriformis F.T.Wang & Tang ex P.C.Li
1801. Carex scoparia Schkuhr ex Willd.
1802. Carex scopulorum Holm
1803. Carex scopulus X.F.Jin & W.Jie Chen
1804. Carex secalina Willd. ex Wahlenb.
1805. Carex secta Boott
1806. Carex sectoides (Kük.) Edgar
1807. Carex sedakowii C.A.Mey. ex Meinsh.
1808. Carex sellowiana Schltdl.
1809. Carex semihyalofructa Tak.Shimizu
1810. Carex sempervirens Vill., vazdazeleni šaš
1811. Carex senanensis Ohwi
1812. Carex × senayana Soó
1813. Carex sendaica Franch.
1814. Carex × sendtneriana Brügger
1815. Carex senta Boott
1816. Carex seorsa Howe
1817. Carex seposita C.B.Clarke
1818. Carex serpenticola Zika
1819. Carex serratodens S.Watson
1820. Carex × serravalensis Beauverd
1821. Carex serreana Hand.-Mazz.
1822. Carex seticulmis Boeckeler
1823. Carex setifolia Kunze
1824. Carex setigera D.Don
1825. Carex setigluma Reznicek & S.González
1826. Carex setispica C.B.Clarke
1827. Carex setosa Boott
1828. Carex setschwanensis (Hand.-Mazz.) S.R.Zhang
1829. Carex shaanxiensis F.T.Wang & Tang ex P.C.Li
1830. Carex × shakushizawaensis Akiyama
1831. Carex shandanica Y.C.Yang
1832. Carex shanensis C.B.Clarke
1833. Carex shangchengensis S.Yun Liang
1834. Carex shanghangensis S.Yun Liang
1835. Carex sheldonii Mack.
1836. Carex shimidzensis Franch.
1837. Carex × shinanoana Nakai ex Aliyama
1838. Carex shinnersii P.Rothr. & Reznicek
1839. Carex shiriyajirensis Akiyama ex Tatew.
1840. Carex shortiana Dewey & Torr.
1841. Carex shuangbaiensis L.K.Dai
1842. Carex shuchengensis S.W.Su & Q.Zhang
1843. Carex siamensis (Ohwi) S.R.Zhang
1844. Carex siccata Dewey
1845. Carex sichouensis P.C.Li
1846. Carex siderosticta Hance
1847. Carex silicea Olney
1848. Carex silvestrii Pamp.
1849. Carex silvestris (Hamlin) K.A.Ford
1850. Carex simensis Hochst. ex A.Rich.
1851. Carex simpliciuscula Wahlenb.
1852. Carex simulans C.B.Clarke
1853. Carex simulata Mack.
1854. Carex sinclairii Boott ex Cheeseman
1855. Carex sinoaristata Tang & F.T.Wang ex L.K.Dai
1856. Carex sinodissitiflora Tang & F.T.Wang ex L.K.Dai
1857. Carex siroumensis Koidz.
1858. Carex skottsbergiana Kük.
1859. Carex socialis Mohlenbr. & Schwegman
1860. Carex sociata Boott
1861. Carex soczavaeana Gorodkov
1862. Carex sodiroi Kük.
1863. Carex × soerensenii Lepage
1864. Carex solandri Boott
1865. Carex songorica Kar. & Kir.
1866. Carex × sooi Jakucs
1867. Carex sordida Van Heurck & Müll.Arg.
1868. Carex sorianoi Barros
1869. Carex sororia Kunth
1870. Carex sozusensis Ohwi
1871. Carex spachiana Boott
1872. Carex sparganioides Muhl. ex Willd.
1873. Carex spartea Wahlenb.
1874. Carex specifica L.H.Bailey
1875. Carex speciosa Kunth
1876. Carex spectabilis Dewey
1877. Carex specuicola J.T.Howell
1878. Carex sphaerogyna Baker
1879. Carex spicata Huds.,  bodljikavi šaš
1880. Carex spicatopaniculata Boeckeler ex C.B.Clarke
1881. Carex spicigera Nees
1882. Carex × spiculosa Fr.
1883. Carex spilocarpa Steud.
1884. Carex spinirostris Colenso
1885. Carex spissa L.H.Bailey ex Hemsl.
1886. Carex splendentissima U.Kang & J.Chung
1887. Carex sprengelii Dewey ex Spreng.
1888. Carex squamiformis (Y.C.Yang) S.R.Zhang
1889. Carex × squamigera V.I.Krecz. & Luchnik
1890. Carex squarrosa L.
1891. Carex staintonii X.F.Jin, H.Ikeda & Okih.Yano
1892. Carex standleyana Steyerm.
1893. Carex stenantha Franch. & Sav.
1894. Carex stenocarpa Turcz. ex V.I.Krecz.
1895. Carex stenophylla Wahlenb., tankolisni šaš
1896. Carex stenoptila F.J.Herm.
1897. Carex stenostachys Franch. & Sav.
1898. Carex sterilis Willd.
1899. Carex steudneri Boeckeler
1900. Carex stevenii (Holm) Kalela
1901. Carex steyermarkii Standl.
1902. Carex stipata Muhl. ex Willd.
1903. Carex stiphrogyne Gilli
1904. Carex stipitinux C.B.Clarke ex Franch.
1905. Carex stipitiutriculata P.C.Li
1906. Carex stokesii F.Br.
1907. Carex stracheyi Boott ex C.B.Clarke
1908. Carex stramentitia Boott ex Boeckeler
1909. Carex straminea Willd. ex Schkuhr
1910. Carex straminiformis L.H.Bailey
1911. Carex streptorrhampha Nelmes
1912. Carex striata Michx.
1913. Carex striatula Michx.
1914. Carex stricta Lam.
1915. Carex × stricticulmis Holmb.
1916. Carex × strictiformis Almq.
1917. Carex strictissima (Kük.) K.A.Ford
1918. Carex strigosa Huds., tankoklasi šaš
1919. Carex × strigosula Chatenier
1920. Carex stuessyi G.A.Wheeler
1921. Carex × stygia Fr.
1922. Carex styloflexa Buckley
1923. Carex stylosa C.A.Mey.
1924. Carex subandrogyna G.A.Wheeler & Guagl.
1925. Carex subantarctica Speg.
1926. Carex subbracteata Mack.
1927. Carex subcapitata X.F.Jin, C.Z.Zheng & B.Y.Ding
1928. Carex subcernua Ohwi
1929. Carex × subcostata Holmb.
1930. Carex subdivulsa (Kük.) G.A.Wheeler
1931. Carex subdola Boott
1932. Carex subebracteata (Kük.) Ohwi
1933. Carex suberecta (Olney) Britton
1934. Carex subfilicinoides Kük.
1935. Carex subfuegiana G.A.Wheeler
1936. Carex subfusca W.Boott
1937. Carex × subimpressa Clokey
1938. Carex subinclinata T.Koyama
1939. Carex subinflata Nelmes
1940. Carex submollicula Tang & F.T.Wang ex L.K.Dai
1941. Carex subnigricans Stacey
1942. Carex × subpaleacea J.Cay.
1943. Carex × subpatula Holmb.
1944. Carex subperakensis L.K.Ling & Y.Z.Huang
1945. Carex subphysodes Popov ex V.I.Krecz.
1946. Carex subpumila Tang & F.T.Wang ex L.K.Dai
1947. Carex × subrecta J.Cay.
1948. Carex subsacculata (G.A.Wheeler & Goetgh.) J.R.Starr
1949. Carex subscabrella Kük.
1950. Carex subspathacea Wormsk. ex Hornem.
1951. Carex subtilis K.A.Ford
1952. Carex subtransversa C.B.Clarke
1953. Carex subtrigona (Nelmes) K.L.Wilson
1954. Carex subtumida (Kük.) Ohwi
1955. Carex subumbellata Meinsh.
1956. Carex subviridis K.A.Ford
1957. Carex × subviridula Fernald
1958. Carex suifunensis Kom.
1959. Carex × sullivantii Boott
1960. Carex × sumikawaensis Fujiw. & Y.Matsuda
1961. Carex superata Naczi, Reznicek & B.A.Ford
1962. Carex supina Willd. ex Wahlenb., polegnuti šaš
1963. Carex sutchuensis Franch.
1964. Carex × suziella Podp.
1965. Carex swanii (Fernald) Mack.
1966. Carex sychnocephala J.Carey
1967. Carex sylvatica Huds.,  šumski šaš
1968. Carex × sylvenii Holmb.
1969. Carex tabatae Katsuy.
1970. Carex tachirensis Steyerm.
1971. Carex tahitensis F.Br.
1972. Carex tahoensis Smiley
1973. Carex taihuensis S.W.Su & S.M.Xu
1974. Carex × takoensis Y.Endo & Yashiro
1975. Carex taldycola Meinsh.
1976. Carex tamana Steyerm.
1977. Carex tangiana Ohwi
1978. Carex tangii Kük.
1979. Carex tangulashanensis Y.C.Yang
1980. Carex tapintzensis Franch.
1981. Carex taprobanensis T.Koyama
1982. Carex tarumensis Franch.
1983. Carex tashiroana Ohwi
1984. Carex tasmanica Kük.
1985. Carex tatjanae Malyschev
1986. Carex tatsiensis (Franch.) Kük.
1987. Carex tavoyensis Nelmes
1988. Carex tegulata H.Lév. & Vaniot
1989. Carex teinogyna Boott
1990. Carex tenax Chapm. ex Dewey
1991. Carex × tenebricans Holmb.
1992. Carex tenebrosa Boott
1993. Carex tenejapensis Reznicek & S.González
1994. Carex × tenelliformis Holmb.
1995. Carex tenera Dewey
1996. Carex tenuiculmis (Petrie) Heenan & de Lange
1997. Carex tenuiflora Wahlenb.
1998. Carex tenuiformis H.Lév. & Vaniot
1999. Carex tenuinervis Ohwi
2000. Carex tenuior T.Koyama & T.I.Chuang
2001. Carex tenuipaniculata P.C.Li
2002. Carex tenuirostrata X.F.Jin, S.H.Jin & D.F.Wu
2003. Carex tenuispicula Tang ex S.Y.Liang
2004. Carex teres Boott
2005. Carex tereticaulis F.Muell.
2006. Carex tessellata Spruce ex C.B.Clarke
2007. Carex testacea Sol. ex Boott
2008. Carex tetanica Schkuhr
2009. Carex tetrastachya Scheele
2010. Carex texensis (Torr. ex L.H.Bailey) L.H.Bailey
2011. Carex thailandica T.Koyama
2012. Carex thanikaimoniana Govind.
2013. Carex thibetica Franch.
2014. Carex thinii B.A.Ford & J.R.Starr
2015. Carex thomsonii Boott
2016. Carex thornei Naczi
2017. Carex thouarsii Carmich.
2018. Carex thunbergii Steud.
2019. Carex thurberi Dewey ex Torr.
2020. Carex tianmushanica C.Z.Zheng & X.F.Jin
2021. Carex tianschanica T.V.Egorova
2022. Carex tibetikobresia S.R.Zhang
2023. Carex timida Naczi & B.A.Ford
2024. Carex × timmiana Junge
2025. Carex tincta (Fernald) Fernald
2026. Carex tingnungii X.F.Jin
2027. Carex titovii V.I.Krecz.
2028. Carex × toezensis Simonk.
2029. Carex tojquianensis Standl. & Steyerm.
2030. Carex tokarensis T.Koyama
2031. Carex tokuii J.Oda & Nagam.
2032. Carex tolucensis (F.J.Herm.) Reznicek
2033. Carex tomentosa L.,  pustenasti šaš
2034. Carex tompkinsii J.T.Howell
2035. Carex tonsa (Fernald) E.P.Bicknell
2036. Carex toreadora Steyerm.
2037. Carex × torgesiana Kük.
2038. Carex × tornabenei Chiov.
2039. Carex toroensis G.A.Wheeler
2040. Carex torreyi Tuck.
2041. Carex torta Boott ex Tuck.
2042. Carex tovarensis Reznicek & G.A.Wheeler
2043. Carex townsendii Mack.
2044. Carex toyoshimae Tuyama
2045. Carex trachycarpa Cheeseman
2046. Carex trachycystis Griseb.
2047. Carex traiziscana F.Schmidt
2048. Carex transandina G.A.Wheeler
2049. Carex trautvetteriana Kom.
2050. Carex traversii Kirk
2051. Carex × treverica Hausskn.
2052. Carex triangula J.R.Starr
2053. Carex triangularis Boeckeler
2054. Carex tribuloides Wahlenb.
2055. Carex tricephala Boeckeler
2056. Carex × trichina Fernald
2057. Carex trichocarpa Muhl. ex Willd.
2058. Carex trichodes Steud.
2059. Carex tricholepis Nelmes
2060. Carex trichophylla Nelmes
2061. Carex tricolor Velen.
2062. Carex trifida Cav.
2063. Carex trigonosperma Ohwi
2064. Carex trinervis Degl.
2065. Carex triquetra Boott
2066. Carex trisperma Dewey
2067. Carex tristachya Thunb.
2068. Carex tristis M.Bieb.
2069. Carex trongii N.K.Khoi
2070. Carex troodi Turrill
2071. Carex truncatigluma C.B.Clarke
2072. Carex truncatirostris S.W.Su & S.M.Xu
2073. Carex tsaiana F.T.Wang & Tang ex P.C.Li
2074. Carex tsaratananensis Cherm.
2075. Carex tsiangii F.T.Wang & Tang
2076. Carex tsoi Merr. & Chun
2077. Carex tsushimensis (Ohwi) Ohwi
2078. Carex tuberculata Liebm.
2079. Carex tubulosa Pamp.
2080. Carex tuckermanii Boott
2081. Carex tumida Boott
2082. Carex tumidula Ohwi
2083. Carex tuminensis Kom.
2084. Carex tumulicola Mack.
2085. Carex tungfangensis L.K.Dai & S.M.Huang
2086. Carex tunicata (Hand.-Mazz.) S.R.Zhang
2087. Carex tunimanensis Standl. & Steyerm.
2088. Carex turbaria J.R.Starr
2089. Carex turbinata Liebm.
2090. Carex × turfosa Fr.
2091. Carex turgescens Torr.
2092. Carex turkestanica Regel
2093. Carex turrita C.B.Clarke
2094. Carex × turuli Simonk.
2095. Carex turumiquirensis Steyerm.
2096. Carex tweedieana Nees
2097. Carex typhina Michx.
2098. Carex uda Maxim.
2099. Carex × uechtritziana K.Richt.
2100. Carex uhligii K.Schum. ex C.B.Clarke
2101. Carex ulobasis V.I.Krecz.
2102. Carex ultra L.H.Bailey
2103. Carex uluguruensis Luceño & M.Escudero
2104. Carex umbellata Willd.
2105. Carex umbricola K.L.Wilson
2106. Carex umbrosa Host, sjenoviti šaš
2107. Carex umbrosiformis H.Lév.
2108. Carex uncifolia Cheeseman
2109. Carex uncinata L.f.
2110. Carex unciniiformis Boeckeler
2111. Carex uncinioides Boott
2112. Carex × ungavensis Lepage
2113. Carex ungurensis Litv.
2114. Carex unilateralis Mack.
2115. Carex unisexualis C.B.Clarke
2116. Carex urelytra Ohwi
2117. Carex ursina Dewey
2118. Carex uruguensis Boeckeler
2119. Carex ussuriensis Kom.
2120. Carex utahensis Reznicek & D.F.Murray
2121. Carex utriculata Boott
2122. Carex × uzenensis Koidz.
2123. Carex vacillans Drejer
2124. Carex vaginata Tausch
2125. Carex vaginosa (C.B.Clarke) S.R.Zhang
2126. Carex valbrayi H.Lév.
2127. Carex vallicola Dewey
2128. Carex vallis-pulchrae Phil.
2129. Carex vallis-rosetto K.Schum.
2130. Carex vanheurckii Müll.Arg.
2131. Carex ventosa C.B.Clarke
2132. Carex venusta Dewey
2133. Carex vernacula L.H.Bailey
2134. Carex verrucosa Muhl.
2135. Carex verticillata Zoll. & Moritzi
2136. Carex vesca C.B.Clarke ex Kük.
2137. Carex vesicaria L., mjehurasti šaš
2138. Carex vesicata Meinsh.
2139. Carex vesiculosa Boott
2140. Carex vestita Willd.
2141. Carex vexans F.J.Herm.
2142. Carex via-incaica Jim.Mejías & Roalson
2143. Carex × viadrina Figert
2144. Carex vibhae (Jana, R.C.Srivast. & Bhaumik) O.Yano
2145. Carex vicinalis Boott
2146. Carex vidua Boott ex C.B.Clarke
2147. Carex vietnamica Raymond
2148. Carex × villacensis Kük.
2149. Carex × vimariensis Hausskn. ex Berthold
2150. Carex virescens Muhl. ex Willd.
2151. Carex viridimarginata Kük.
2152. Carex viridistellata Derieg, Reznicek & Bruederle
2153. Carex vixdentata (Kük.) G.A.Wheeler
2154. Carex vizarronensis Gómez-Sánchez, Cabrera-Luna, S.González & Reznicek
2155. Carex × vratislaviensis Figert
2156. Carex vulcani Hochst. ex Seub.
2157. Carex vulpina L., lisičji šaš
2158. Carex vulpinaris Nees
2159. Carex vulpinoidea Michx.
2160. Carex wahlenbergiana Boott
2161. Carex wahuensis C.A.Mey.
2162. Carex wakatipu Petrie
2163. Carex × walasii Ceyn.-Gield
2164. Carex walkeri Arn. ex Boott
2165. Carex wallichiana Spreng.
2166. Carex waponahkikensis Lovit & A.Haines
2167. Carex wawuensis W.M.Chu ex S.Yun Liang
2168. Carex wenshanensis L.K.Dai
2169. Carex werdermannii L.Gross
2170. Carex wheeleri J.R.Starr
2171. Carex whitneyi Olney
2172. Carex wiegandii Mack.
2173. Carex wightiana Nees
2174. Carex willdenowii Willd.
2175. Carex williamsii Britton
2176. Carex × winkelmannii Asch. & Graebn.
2177. Carex winterbottomii C.B.Clarke
2178. Carex × wolteri Gross
2179. Carex woodii Dewey
2180. Carex wootonii Mack.
2181. Carex wui W.M.Chu ex L.K.Dai
2182. Carex wutuensis K.T.Fu
2183. Carex wuyishanensis S.Yun Liang
2184. Carex × xanthocarpa Degl.
2185. Carex xerantica L.H.Bailey
2186. Carex xerophila Janeway & Zika
2187. Carex xiangxiensis Z.P.Wang
2188. Carex xiphium Kom.
2189. Carex xueyingiana H.J.Yang & Han Xu
2190. Carex yadongensis (Y.C.Yang) S.R.Zhang
2191. Carex yajiangensis Tang & F.T.Wang ex S.Yun Liang
2192. Carex yamatsutana Ohwi
2193. Carex yandangshanica C.Z.Zheng & X.F.Jin
2194. Carex yangii (S.R.Zhang) S.R.Zhang
2195. Carex yangshuoensis Tang & F.T.Wang ex S.Y.Liang
2196. Carex yasuii Katsuy.
2197. Carex yonganensis L.K.Dai & Y.Z.Huang
2198. Carex ypsilandrifolia F.T.Wang & Tang
2199. Carex yuexiensis S.W.Su & S.M.Xu
2200. Carex yulungshanensis P.C.Li
2201. Carex yunlingensis P.C.Li
2202. Carex yunnanensis Franch.
2203. Carex yunyiana X.F.Jin & C.Z.Zheng
2204. Carex yushuensis Y.C.Yang
2205. Carex × zahnii Kneuck.
2206. Carex zekogensis Y.C.Yang
2207. Carex zhejiangensis X.F.Jin, Y.J.Zhao, C.Z.Zheng & H.W.Zhang
2208. Carex zhenkangensis Tang & F.T.Wang ex S.Yun Liang
2209. Carex zhonghaiensis S.Yun Liang
2210. Carex zikae Roalson & Waterway
2211. Carex zizaniifolia Raymond
2212. Carex zotovii (Hamlin) K.A.Ford
2213. Carex zuluensis C.B.Clarke
2214. Carex zunyiensis Tang & F.T.Wang